# Rugby-Union-Weltmeisterschaft 2007

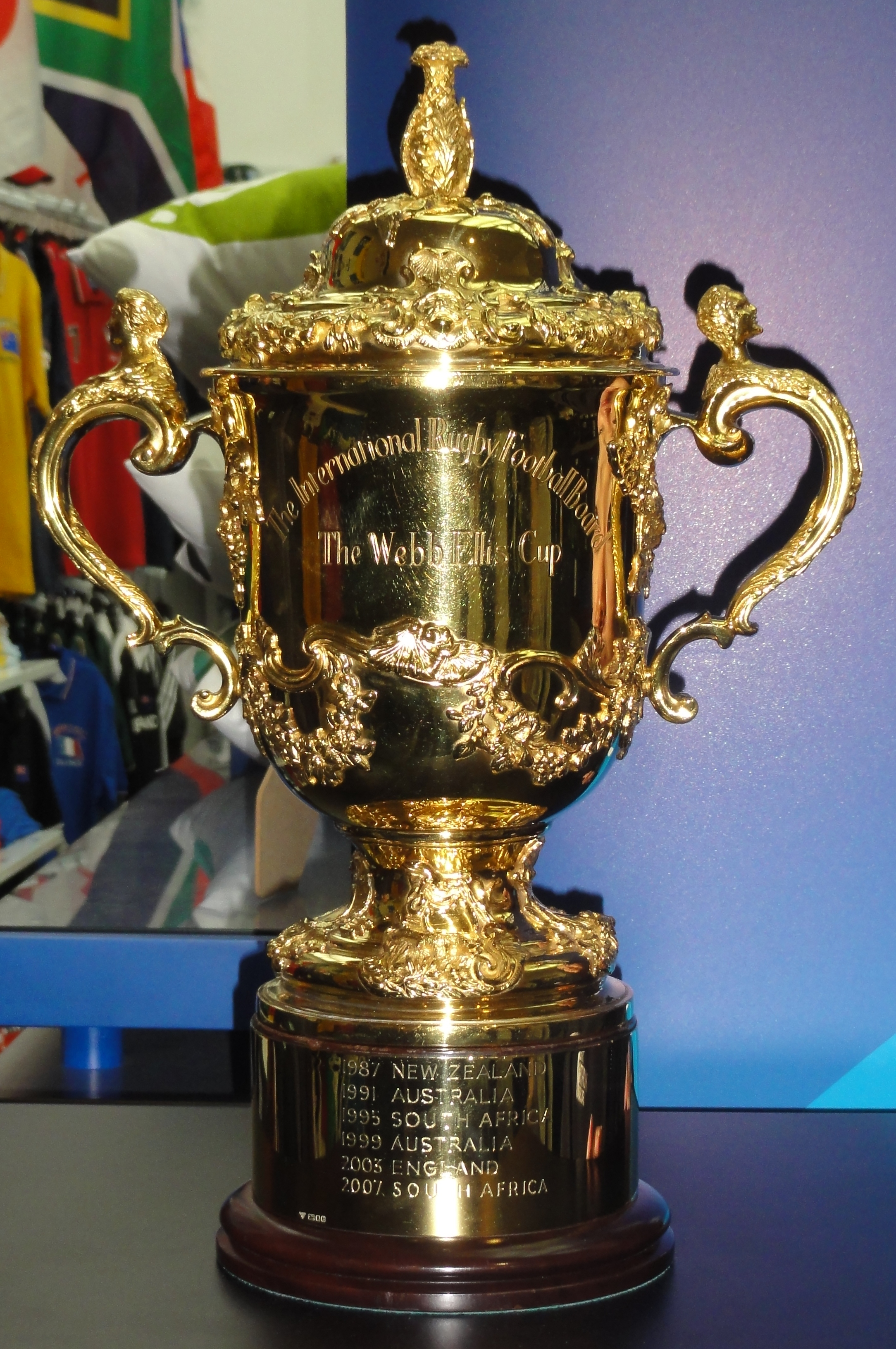
Der Webb Ellis Cup

Die Rugby-Union-Weltmeisterschaft 2007 (französisch Coupe du monde de rugby à XV 2007; englisch 2007 Rugby World Cup; schottisch-gälisch Cupa Rugbaidh an t-Saoghail 2007; walisisch Cwpan Rygbi'r Byd 2007) fand vom 7. September bis zum 20. Oktober 2007 in Frankreich, Wales und Schottland statt. Es war die sechste Weltmeisterschaft im vierjährlichen Turnierzyklus, der vom Weltverband International Rugby Board (IRB; jetzt World Rugby) organisiert wird, und die dritte in der nördlichen Hemisphäre. Für die Austragung der Weltmeisterschaft hatte sich neben Frankreich auch England beworben.
Das Turnierformat von 2003 blieb unverändert und 20 Rugby-Union-Nationalmannschaften nahmen an der Rugby-Union-Weltmeisterschaft 2007 teil: die acht direkt qualifizierten Mannschaften der Weltmeisterschaft 2003 (Australien, England, Frankreich, Irland, Neuseeland, Schottland, Südafrika und Wales), zusammen mit den zwölf besten Mannschaften der Qualifikation (Argentinien, Fidschi, Georgien, Italien, Japan, Kanada, Namibia, Portugal, Rumänien, Samoa, Tonga und die Vereinigten Staaten). Während der Rugby-Union-Weltmeisterschaft 2007 wurden 48 Spiele absolviert, darunter 40 in der Vorrunde und acht in der Finalrunde, einschließlich des Finales. Die Mannschaften wurden in vier Gruppen zu je fünf Teams eingeteilt, wobei jedes einmal gegen die anderen der Gruppe antrat. Die beiden besten Mannschaften jeder Gruppe erreichten hiernach das Viertelfinale, während sich die besten drei Mannschaften jeder Gruppe – insgesamt zwölf Mannschaften – direkt für die darauf folgende Weltmeisterschaft 2011 in Neuseeland qualifizierten. Von diesen Spielen wurden 42 in französischen Stadien, vier in Cardiff (Wales) und zwei in Edinburgh (Schottland) ausgetragen. Frankreich war zuvor bei den Weltmeisterschaften 1991 und 1999 Mitgasteber; beide Turniere wurden zusammen mit den anderen damaligen Five Nations England, Irland, Schottland und Wales ausgetragen.
Vor Beginn der Weltmeisterschaft galten England, Frankreich, Neuseeland und Südafrika als Favoriten auf den Titelgewinn. Die Weltmeisterschaft 2007 begann mit dem Eröffnungsspiel zwischen dem Gastgeber Frankreich und Argentinien im Stade de France in Saint-Denis nahe Paris. Den Argentiniern gelang ein Überraschungssieg gegen die Gastgeber, eine Leistung, die sie im Spiel um Platz 3 wiederholen konnten und abermals die Franzosen schlugen. Das Finale wurde ebenfalls im Stade de France ausgetragen und Weltmeister wurde Südafrika, das den Titelverteidiger England mit 15:6 bezwang, und nach dem Erfolg von 1995 zum zweiten Mal den Webb Ellis Cup in Empfang nehmen konnte, nach Australien die zweite Mannschaft, der dies gelang. Den dritten Platz erreichte mit einem 34:10 über Frankreich die Mannschaft Argentiniens. Portugal nahm das erste Mal an einer Endrunde teil.
Mit über vier Milliarden Fernsehzuschauern weltweit war die Rugby-Union-Weltmeisterschaft 2007 die meistgesehene Rugbyweltmeisterschaft überhaupt. Insgesamt wurden etwa 2,2 Millionen Eintrittskarten für die 48 Spiele verkauft, was einem Zuschauerschnitt von 47.376 entspricht; in Frankreich lag die Stadionausnutzung bei 97 %. Im deutschsprachigen Raum übertrugen DSF, Polsat Sport und TV5 Monde einige Spiele live und als Aufzeichnung.

## Vergabe

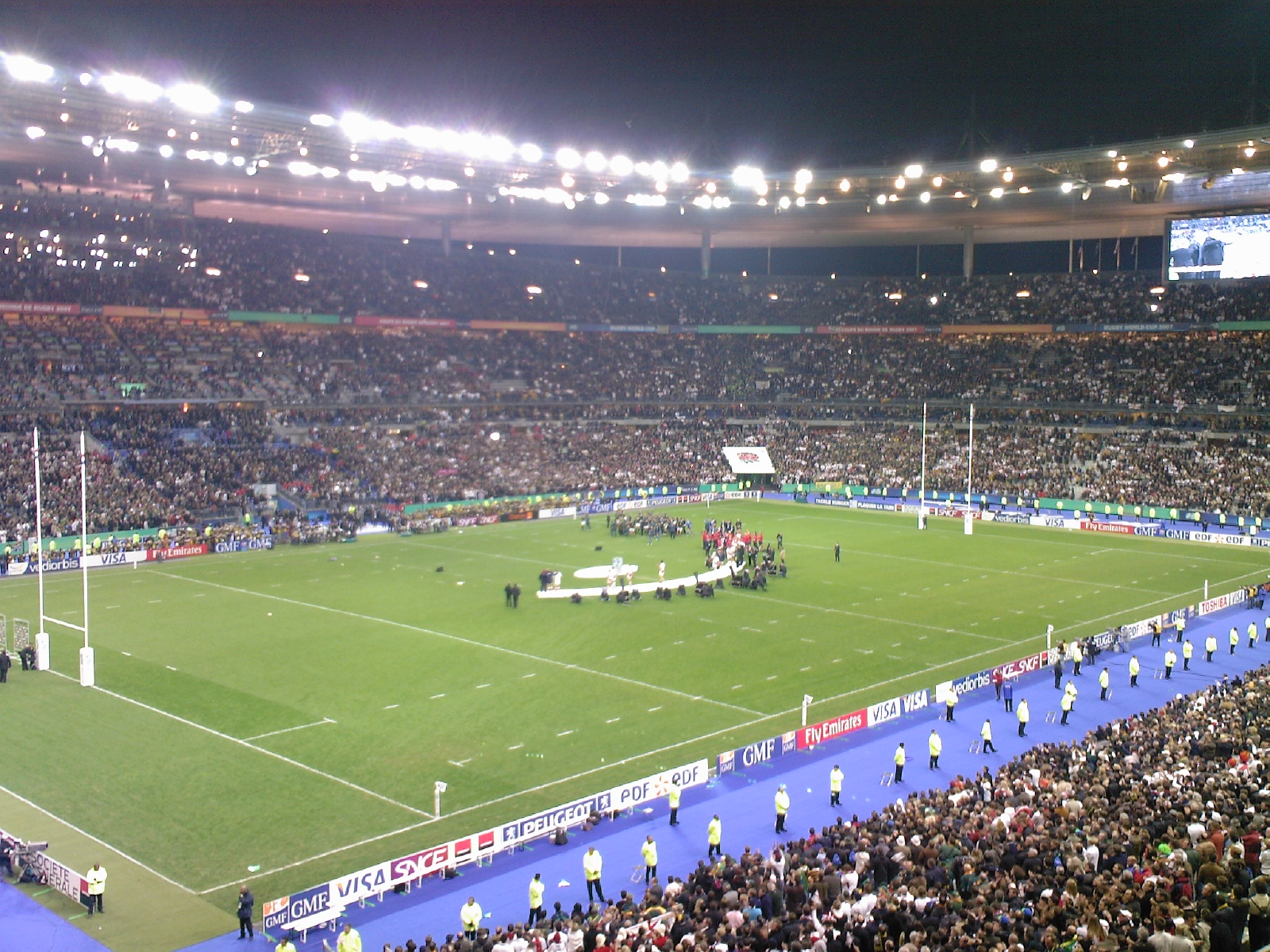
Das Stade de France kurz nach dem Finale der Weltmeisterschaft 2007

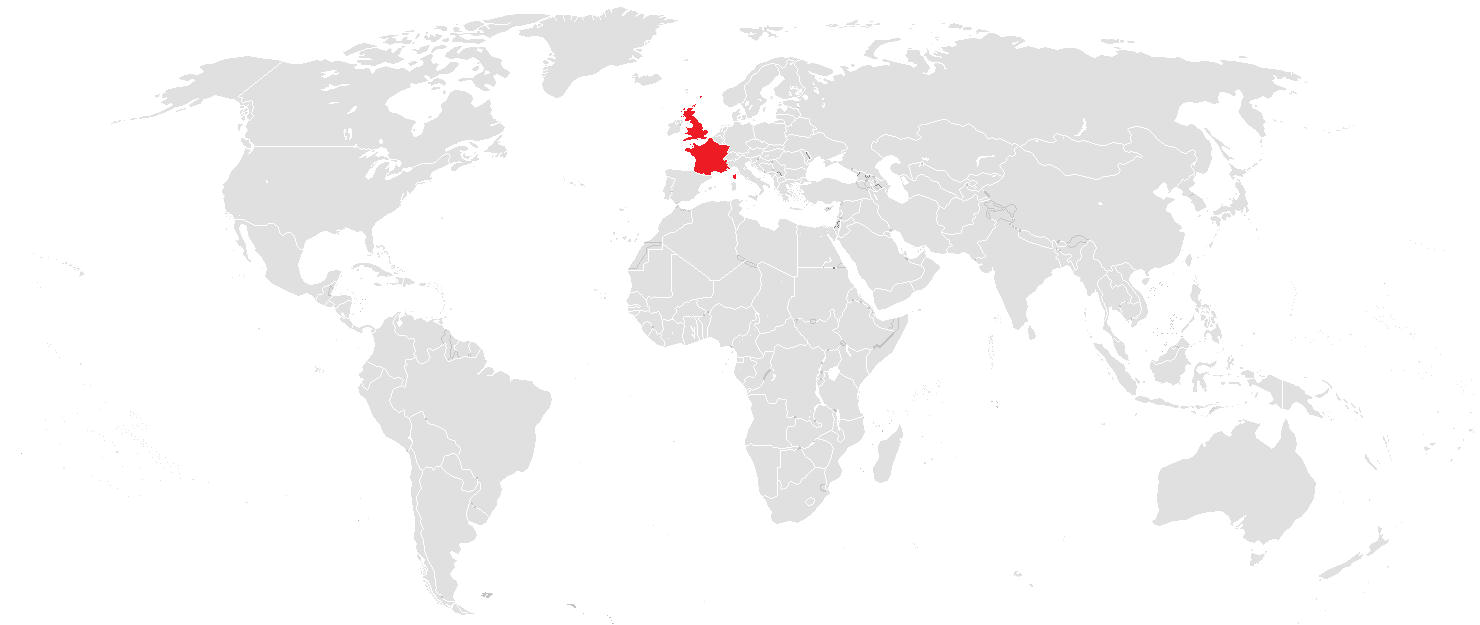
Bewerbungen für die Ausrichtung der Weltmeisterschaft 2007

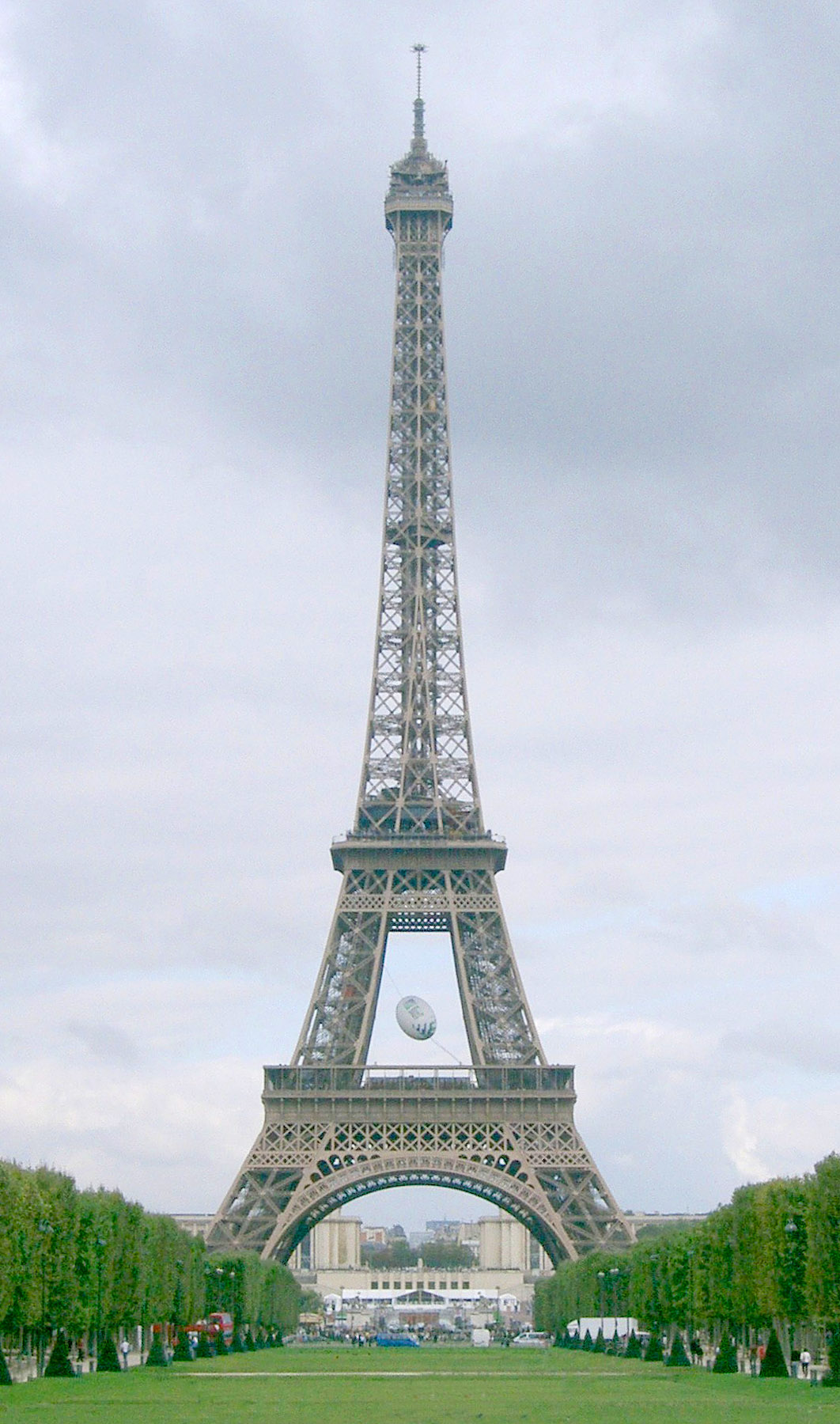
Der mit einem Rugbyball geschmückte Eiffelturm

Sowohl England als auch Frankreich bewarben sich für die Ausrichtung der Weltmeisterschaft 2007. Die Ausschreibungsunterlagen für den Bewerbungsprozess 2007 mussten bis zum 31. Oktober 2001 eingereicht worden sein. Beide Bewerber England und Frankreich wurden gebeten, ihre Unterlagen erneut einzureichen. Das International Rugby Board (IRB) erklärte, das die Ausschreibungsunterlagen beider Bewerber die Bedingungen in einem Dokument erfüllen müssten, dass jedoch ein weiteres Dokument alternative Ideen enthalten könne. Das IRB erklärte weiterhin, dass „Englands ursprünglicher Vorschlag drei Pläne für die Ausrichtung des Turnieres vorsah, wobei ein traditionelles, ein neues und ein hybrides Format präsentiert wurden. Obwohl die französische Bewerbung in anderer Hinsicht den Ausschreibungsunterlagen entsprach, fiel sie nicht in eines der ‚Fenster‘, in denen das IRB ein Turnier ausrichten wollte“. Einer von Englands Vorschlägen beinhaltete ein zweistufiges Turnier und ein anderer änderte die Struktur des Qualifikationsturniers, während Frankreichs Vorschlag sich von September bis Oktober erstreckte.
Im April 2003 wurde bekanntgegeben, dass Frankreich das Gastgeberrecht für das Turnier erhalten hatte. Das Turnier wurde auf das vorgeschlagene Zeitfenster zwischen September und Oktober verschoben, während das Turnierformat unverändert blieb. Es wurde auch angekündigt, dass zehn französische Städte Spiele austragen werden und das Finale im Stade de France in Saint-Denis nahe Paris. Frankreichs Premierminister, Jean-Pierre Raffarin, meinte, dass “diese Entscheidung die Qualitätsmerkmale unseres Landes und die Fähigkeit, großartige Sportveranstaltungen anzubieten verdeutlicht… Diese Weltmeisterschaft wird eine Gelegenheit sein, die Regionen Frankreichs zu präsentieren, in denen der wunderbare Rugbysport tief verwurzelt ist.” Der französische Sportminister, Jean-François Lamour, sagte, dass „die Organisation dieser Weltmeisterschaft ganz Frankreich erleuchten wird, denn zehn französische Städte haben das Privileg, Spiele zu organisieren und im Rampenlicht der Welt zu stehen“.

## Qualifikation
Zwanzig Mannschaften hatten sich für die Weltmeisterschaft 2007 qualifiziert. Die acht Viertelfinalisten der Weltmeisterschaft 2003 – Australien, England, Frankreich, Irland, Neuseeland, Schottland, Südafrika und Wales – qualifizierten sich automatisch für das Turnier, während die restlichen Mannschaften den Weg über die weltweite Qualifikation gehen mussten. Zehn der 20 Startplätze des Turnieres wurden während kontinentalen Qualifikationen ausgespielt, während um die übrigen zwei Plätze in der Barrage-Runde gespielt wurde. Die Qualifikation bestand aus fünf kontinentalen Gruppen: Afrika, Amerika, Asien, Europa und Ozeanien. Jeweils drei Plätze waren für amerikanische und europäische Mannschaften reserviert, zwei Plätze für Ozeanien und je einer für Afrika und Asien. Die zwei übrigen Plätze wurden in der interkontinentalen Qualifikationsrunde ausgespielt. Zusammen mit den automatischen Qualifikanten nahmen 92 Nationalmannschaften an der Qualifikation zur Endrunde in Frankreich teil.
Am 16. Juli 2005 standen Samoa und Fidschi als Vertreter Ozeaniens fest. Als erste amerikanische Mannschaft qualifizierte sich am 8. Juli 2006 Argentinien mit einem 26:0-Sieg über Uruguay in Buenos Aires. Als zweite amerikanische Mannschaft schaffte am 12. August 2006 Kanada die Qualifikation mit einem 56:7-Sieg über die USA. Letztere setzten sich Anfang Oktober in zwei Entscheidungsspielen gegen Uruguay durch und sicherten sich den dritten Startplatz. Die ersten Plätze in den europäischen Qualifikationsgruppen sicherten sich Italien am 14. Oktober 2006 mit einem 67:7-Auswärtssieg gegen Russland und Rumänien gegen Spanien auswärts mit 47:20.
Zum dritten Mal in Folge qualifizierte sich Namibia für die Endrunde nach zwei Siegen gegen Marokko im November 2006. Japan sicherte sich den einzigen asiatischen Startplatz, nachdem das Qualifikationsturnier nach Hongkong verlegt wurde. Georgien qualifizierte sich gegen Portugal als achte europäische Mannschaft für die WM. Im Februar 2007 begann die interkontinentale Barrage-Runde um die letzten beiden verbliebenen Startplätze bei der WM. Vorab war festgelegt worden, dass ein Platz zwischen dem Qualifikationsdritten Ozeaniens (Tonga) und dem Qualifikationszweiten Asiens (Südkorea) und dass ein zweiter Platz zwischen Europas Viertplatzierten (Portugal), Afrikas Zweiten (Marokko) und Amerikas Vierten (Uruguay) ausgespielt werden sollte. Letztlich setzte sich Tonga deutlich gegen Südkorea durch und qualifizierte sich als fünftes ozeanisches Team für die Endrunde und Portugal schaffte Ende März die Qualifikation nach einem Sieg über Uruguay. Die teilnehmenden Nationen waren fast die gleichen wie bei der WM vor vier Jahren. Anstelle von Uruguay hat sich diesmal Portugal qualifiziert. Außerdem war Portugal die einzige fast ausschließlich aus Amateuren zusammengesetzte Mannschaft bei der Endrunde.

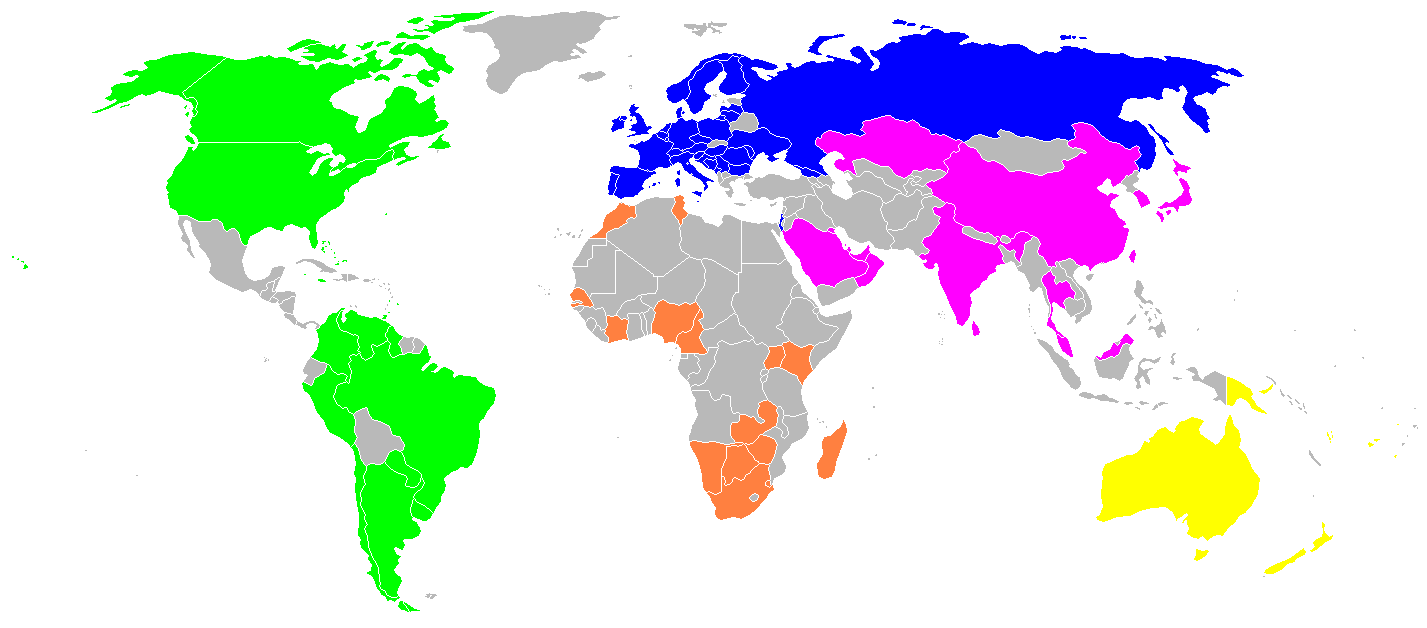
An der Qualifikation beteiligte Länder nach Kontinentalverbänden; insgesamt 92 Teams nahmen teil.
Afrika
Amerika
Asien
Europa/Nordasien
Ozeanien

Teilnehmende Länder der Rugby-Union-Weltmeisterschaft 2007:
Nomineller Gastgeber
Viertelfinalisten 2003
Qualifikation
In der Qualifikation gescheitert
Keine Teilnahme

| Land               | Qualifikationsgrundlage | WM-Teilnahme | Letztmalige WM-Teilnahme | Bestes Ergebnis                         | Gruppe |
| ------------------ | ----------------------- | ------------ | ------------------------ | --------------------------------------- | ------ |
| Frankreich         | Nomineller Gastgeber    | Sechste      | 2003                     | Finalist (1987, 1999)                   | D      |
| Australien         | Automatisch             | Sechste      | 2003                     | Weltmeister (1991, 1999)                | B      |
| England            | Automatisch             | Sechste      | 2003                     | Weltmeister (2003)                      | A      |
| Irland             | Automatisch             | Sechste      | 2003                     | Viertelfinale (1987, 1991, 1995, 2003)  | D      |
| Neuseeland         | Automatisch             | Sechste      | 2003                     | Weltmeister (1987)                      | C      |
| Schottland         | Automatisch             | Sechste      | 2003                     | Vierter (1991)                          | C      |
| Südafrika          | Automatisch             | Vierte       | 2003                     | Weltmeister (1995)                      | A      |
| Wales              | Automatisch             | Sechste      | 2003                     | Dritter (1987)                          | B      |
| Argentinien        | Amerika 1               | Sechste      | 2003                     | Viertelfinale (1999)                    | D      |
| Fidschi            | Ozeanien 2              | Fünfte       | 2003                     | Viertelfinale (1987)                    | B      |
| Georgien           | Europa 3                | Zweite       | 2003                     | Vorrunde (2003)                         | D      |
| Italien            | Europa 1                | Sechste      | 2003                     | Vorrunde (1987, 1991, 1995, 1999, 2003) | C      |
| Japan              | Asien 1                 | Sechste      | 2003                     | Vorrunde (1987, 1991, 1995, 1999, 2003) | B      |
| Kanada             | Amerika 2               | Sechste      | 2003                     | Viertelfinale (1991)                    | B      |
| Namibia            | Afrika 1                | Dritte       | 2003                     | Vorrunde (1999, 2003)                   | D      |
| Portugal           | Barrage 1               | Erste        | –                        | Debüt                                   | C      |
| Rumänien           | Europa 2                | Sechste      | 2003                     | Vorrunde (1987, 1991, 1995, 1999, 2003) | C      |
| Samoa              | Ozeanien 1              | Fünfte       | 2003                     | Viertelfinale (1991, 1995)              | A      |
| Tonga              | Barrage 2               | Fünfte       | 2003                     | Vorrunde (1987, 1995, 1999, 2003)       | A      |
| Vereinigte Staaten | Amerika 3               | Fünfte       | 2003                     | Vorrunde (1987, 1991, 1999, 2003)       | A      |

## Austragungsorte

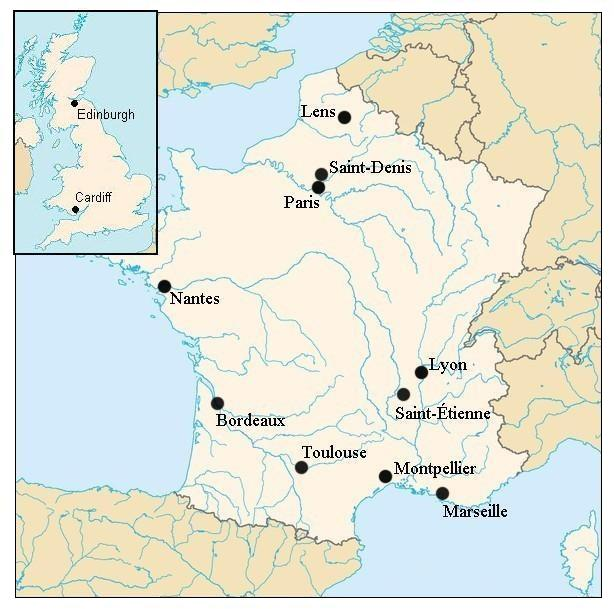
Der nominelle Gastgeber der Weltmeisterschaft 2007 war Frankreich mit einzelnen Spielen, die in Cardiff und Edinburgh ausgetragen wurden

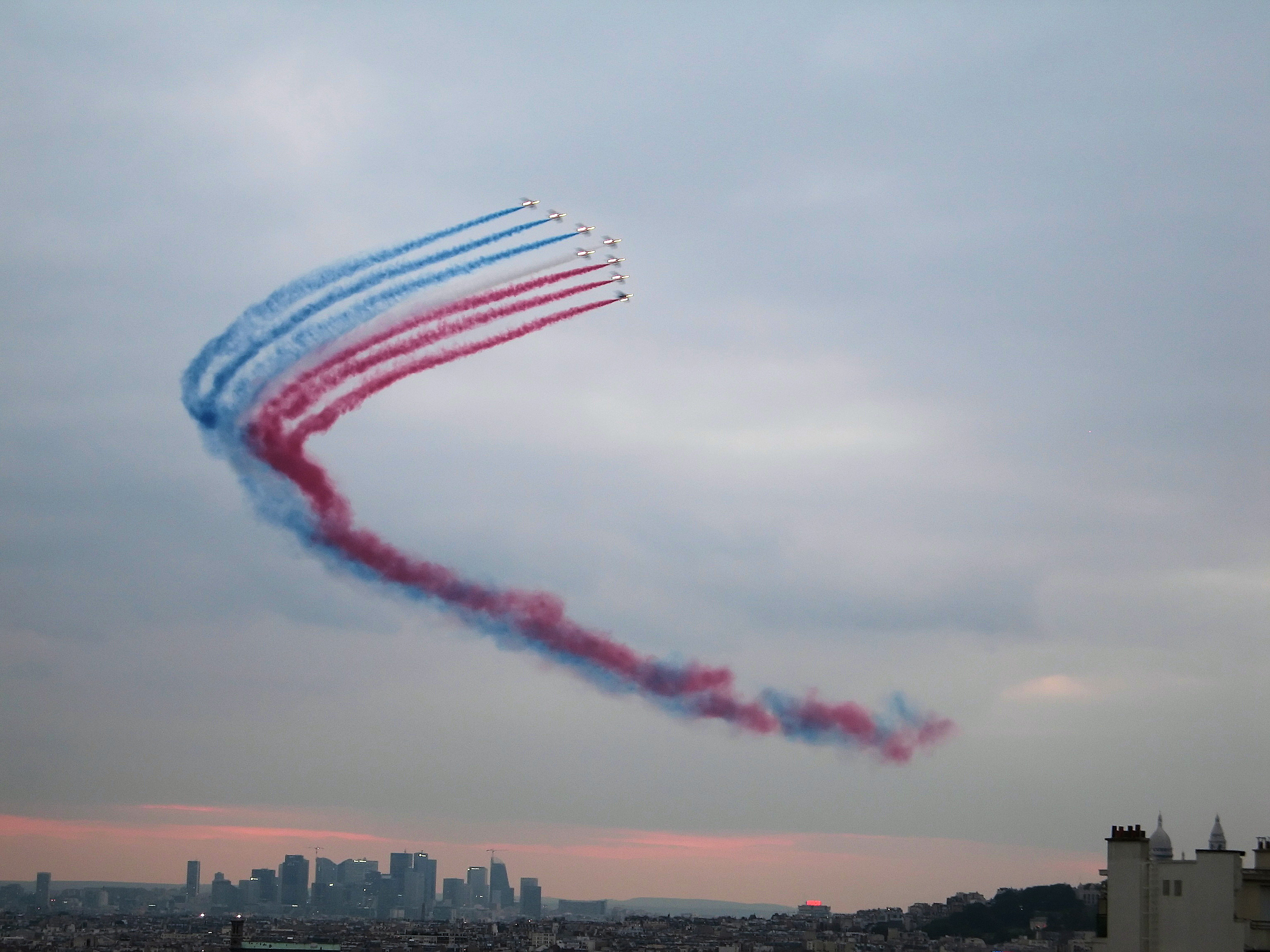
Formationsflug der Patrouille de France über dem Stade de France während der Eröffnungszeremonie der WM 2007

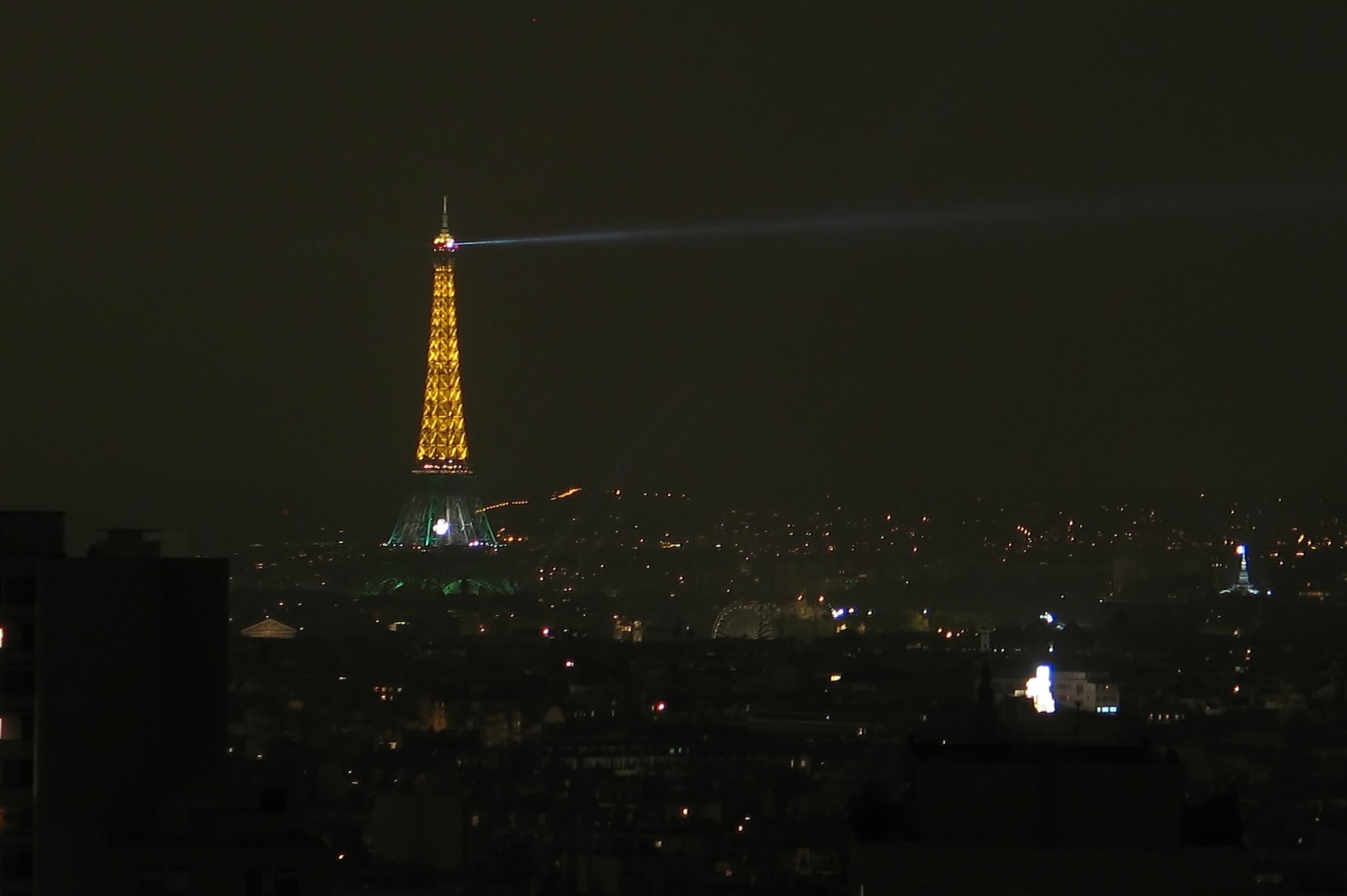
Nachtansicht des Eiffelturms während der WM 2007

Bei der WM 2007 wurden 42 von 48 Spielen in Frankreich selbst ausgetragen. Drei Spiele der Gruppe B (unter anderem mit Wales) sowie ein Viertelfinale fanden im Millennium Stadium in Cardiff statt, während das Murrayfield Stadium in Edinburgh Austragungsort von zwei Spielen der Gruppe C war. Ursprünglich waren auch einige Spiele in der irischen Hauptstadt Dublin vorgesehen, doch aufgrund von Terminkonflikten im Zusammenhang mit dem Neubau des Stadions Lansdowne Road verzichtete der irische Verband auf diese Möglichkeit.
Zwei Vorrundenspiele der Gruppe C wurden im Murrayfield Stadium in Edinburgh ausgetragen. Im Frühjahr 2006 hatte der schottische Verband Zweifel, diese Spiele anzubieten und ob Schottland genug Nachfrage generieren könne im April 2006 stand jedoch Edinburgh definitiv als einer von zwölf Austragungsorten fest. Schlussendlich konnte das Schottland-Neuseeland-Spiel nicht ausverkauft werden und für die Partie Schottland-Rumänien war das Stadion weniger als Halbvoll.
Die französischen Stadien waren dieselben wie bei der Fußball-Weltmeisterschaft 1998. Die Zuschauerkapazität der Weltmeisterschaft 2007 war höher als bei der Weltmeisterschaft 2003: Das kleinste Stadion für die WM 2007 faste 33.900 Zuschauer. Mit Lens, Nantes und Saint-Étienne wurden dabei auch Städte berücksichtigt, die traditionell nicht als Rugbyhochburgen gelten. 6.000 Freiwillige halfen bei der Organisation des Turnieres.
| Saint-Denis         | Cardiff                 | Edinburgh           | Marseille             |
| ------------------- | ----------------------- | ------------------- | --------------------- |
| Stade de France     | Millennium Stadium      | Murrayfield Stadium | Stade Vélodrome       |
| Kapazität: 80.000   | Kapazität: 74.500       | Kapazität: 67.144   | Kapazität: 59.500     |
|                     |                         |                     |                       |
| Paris               | Lens                    | Lyon                | Nantes                |
| Parc des Princes    | Stade Félix-Bollaert    | Stade de Gerland    | Stade de la Beaujoire |
| Kapazität: 47.870   | Kapazität: 41.400       | Kapazität: 41.100   | Kapazität: 38.100     |
|                     |                         |                     |                       |
| Toulouse            | Saint-Étienne           | Bordeaux            | Montpellier           |
| Stadium de Toulouse | Stade Geoffroy-Guichard | Stade Chaban-Delmas | Stade de la Mosson    |
| Kapazität: 35.700   | Kapazität: 35.650       | Kapazität: 34.440   | Kapazität: 33.900     |
|                     |                         |                     |                       |

| \| Edinburgh \|        |
| Spielort in Schottland |
| Edinburgh              |

| Edinburgh |

| Saint-Denis |

| Marseille |

| Paris |

| Lens |

| Lyon |

| Nantes |

| Toulouse |

| Saint-Étienne |

| Bordeaux |

| Montpellier |

| Saint-Denis |

| Marseille |

| Paris |

| Lens |

| Lyon |

| Nantes |

| Toulouse |

| Saint-Étienne |

| Bordeaux |

| Montpellier |

| \| Cardiff \|     |
| Spielort in Wales |
| Cardiff           |

| Cardiff |

## Format
Die Rugby-Union-Weltmeisterschaft 2007 wurde über 44 Tage zwischen 20 verschiedenen Mannschaften über 48 Spiele ausgetragen. Sie begann am 7. September 2007 im Stade de France mit dem Eröffnungsspiel zwischen dem nominellen Gastgeber Frankreich und Argentinien. Das Turnier endete am 20. Oktober im denselben Stadion mit dem Finale zwischen England und Südafrika, wobei die Springboks den Webb Ellis Cup gewannen.

### Spielplan
Die nachfolgende Tabelle zeigt das tägliche Programm der Rugby-Union-Weltmeisterschaft 2007. Dabei steht ein rotes Kästchen für die Eröffnungs- und Schlusszeremonie, ein violettes Kästchen für Vorrundenspiele, ein grünes Kästchen für Finalrundenspiele, ein blaues Kästchen für das Spiel um Platz 3 und ein gelbes Kästchen für das Finale.
| Gruppenphase September | Fr. 7. | Sa. 8. | So. 9. | Mo. 10. | Di. 11. | Mi. 12. | Do. 13. | Fr. 14. | Sa. 15. | So. 16. | Mo. 17. | Di. 18. | Mi. 19. | Do. 20. | Fr. 21. | Sa. 22. | So. 23. | Mo. 24. | Di. 25. | Mi. 26. | Do. 27. | Fr. 28. | Sa. 29. | So. 30. |
| ---------------------- | ------ | ------ | ------ | ------- | ------- | ------- | ------- | ------- | ------- | ------- | ------- | ------- | ------- | ------- | ------- | ------- | ------- | ------- | ------- | ------- | ------- | ------- | ------- | ------- |
| Zeremonien             |        |        |        |         |         |         |         |         |         |         |         |         |         |         |         |         |         |         |         |         |         |         |         |         |
| Gruppe A               |        | 1      | 1      |         |         | 1       |         | 1       |         | 1       |         |         |         |         |         | 2       |         |         |         | 1       |         | 1       |         | 1       |
| Gruppe B               |        | 1      | 1      |         |         | 1       |         |         | 1       | 1       |         |         |         | 1       |         |         | 1       |         | 1       |         |         |         | 2       |         |
| Gruppe C               |        | 1      | 1      |         |         | 1       |         |         | 1       |         |         | 1       | 1       |         |         |         | 1       |         | 1       |         |         |         | 2       |         |
| Gruppe D               | 1      |        | 1      |         | 1       |         |         |         | 1       | 1       |         |         |         |         | 1       | 1       |         |         |         | 1       |         |         |         | 2       |
| Finalrunde Oktober     | Mo. 1. | Di. 2. | Mi. 3. | Do. 4.  | Fr. 5.  | Sa. 6.  | So. 7.  | Mo. 8.  | Di. 9.  | Mi. 10. | Do. 11. | Fr. 12. | Sa. 13. | So. 14. | Mo. 15. | Di. 16. | Mi. 17. | Do. 18. | Fr. 19. | Sa. 20. |         |         |         |         |
| Zeremonien             |        |        |        |         |         |         |         |         |         |         |         |         |         |         |         |         |         |         |         |         |         |         |         |         |
| Finalrunde             |        |        |        |         |         | 2       | 2       |         |         |         |         |         | 1       | 1       |         |         |         |         | 1       | 1       |         |         |         |         |

| Farblegende                  |
| Eröffnungs- und Schlussfeier |
| Gruppenspiele                |
| Finalrunde                   |
| Spiel um Platz 3             |
| Finale                       |

### Gruppen

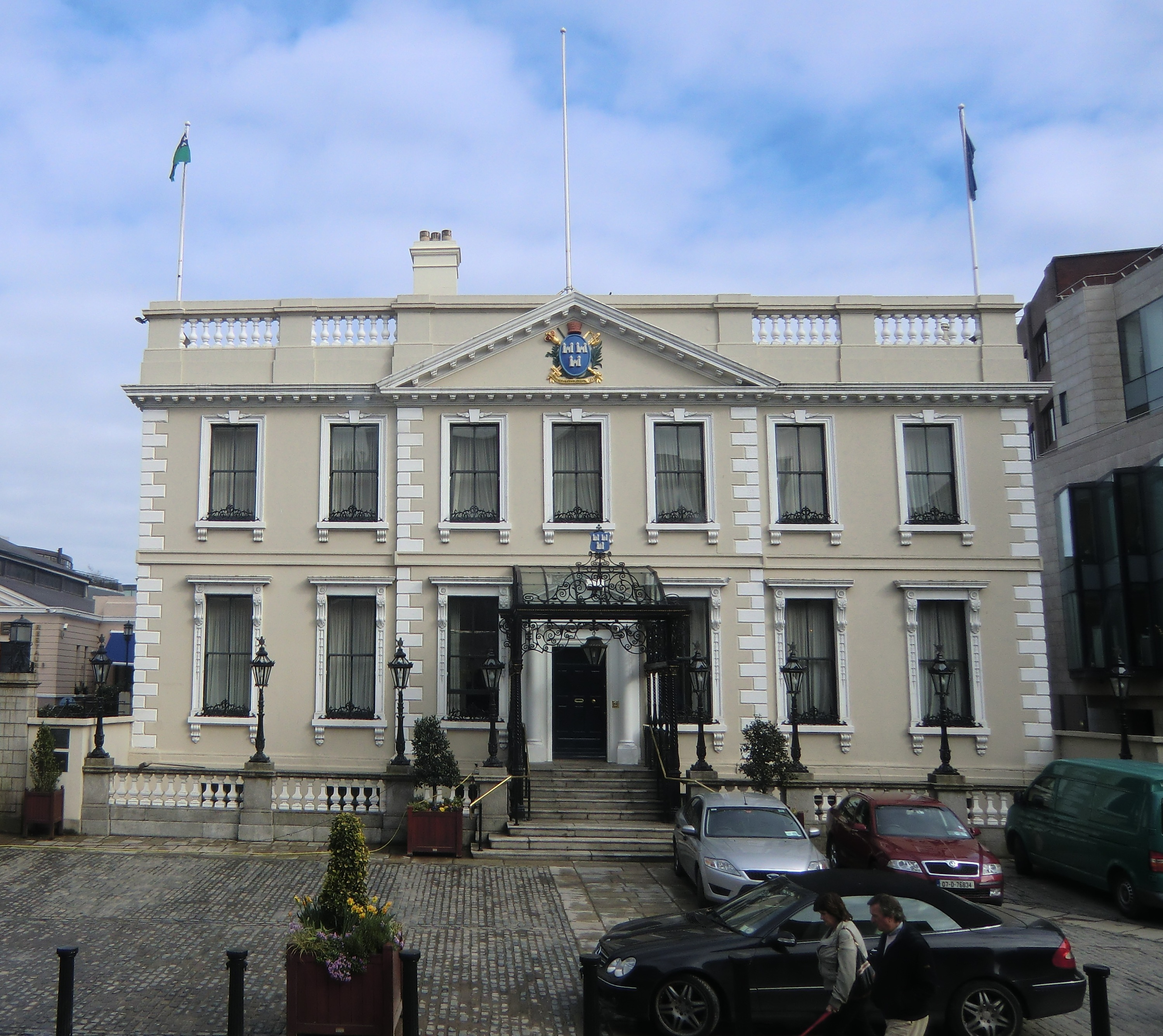
Die Auslosung für die Weltmeisterschaft 2007 erfolgte am 12. Mai 2004 im Fado Restaurant des Dubliner Mansion House

Die Vorrunde, bzw. Gruppenphase, umfasste 20 Nationalmannschaften, die in vier Gruppen zu je fünf Teams eingeteilt wurden mit demselben Turnierformat wie 2003. Die Auslosung der Vorrunde erfolgte am 12. Mai 2004, noch während der Qualifikationsphase, im Fado Restaurant des Dubliner Mansion House, wobei die vier beste Teams aus 2003 ihren jeweiligen Töpfen zugelost wurden. Erstmals in der Turniergeschichte war die Losentscheidung weder an das Abschneiden im vorhergehenden Turnier noch auf die Rangliste des IRB gebunden. Anschließend wurden die vier Viertelfinalisten ihren Töpfen zugelost.
Nach der Auslosung am 12. Mai 2004 ergaben sich die folgenden Gruppen:
| Gruppe A                                         | Gruppe B                              | Gruppe C                                        | Gruppe D                                       |
| ------------------------------------------------ | ------------------------------------- | ----------------------------------------------- | ---------------------------------------------- |
| England Südafrika Samoa Vereinigte Staaten Tonga | Australien Wales Fidschi Kanada Japan | Neuseeland Schottland Italien Rumänien Portugal | Frankreich Irland Argentinien Georgien Namibia |

### Vorrunde

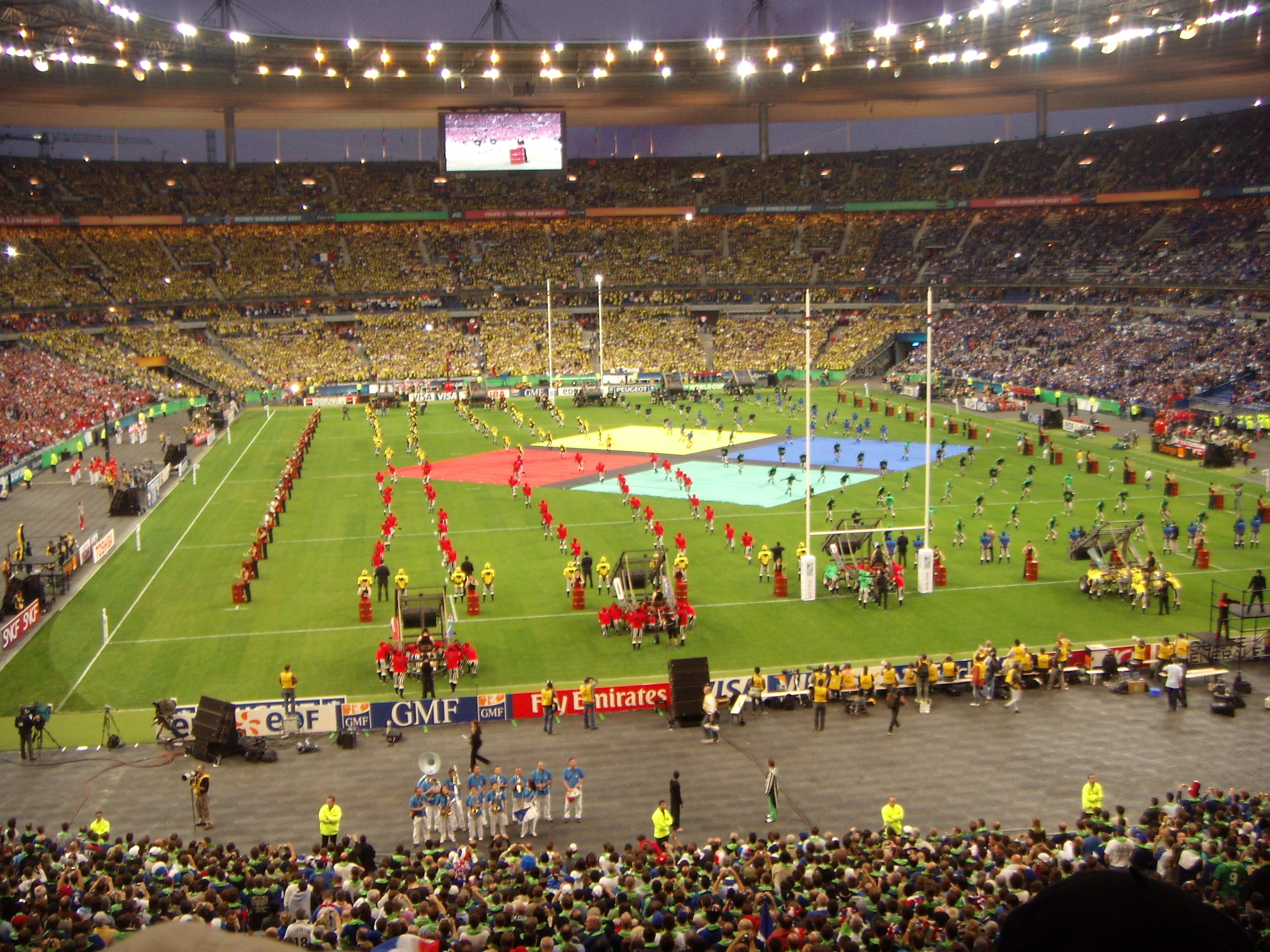
Eröffnungsfeier im Stade de France

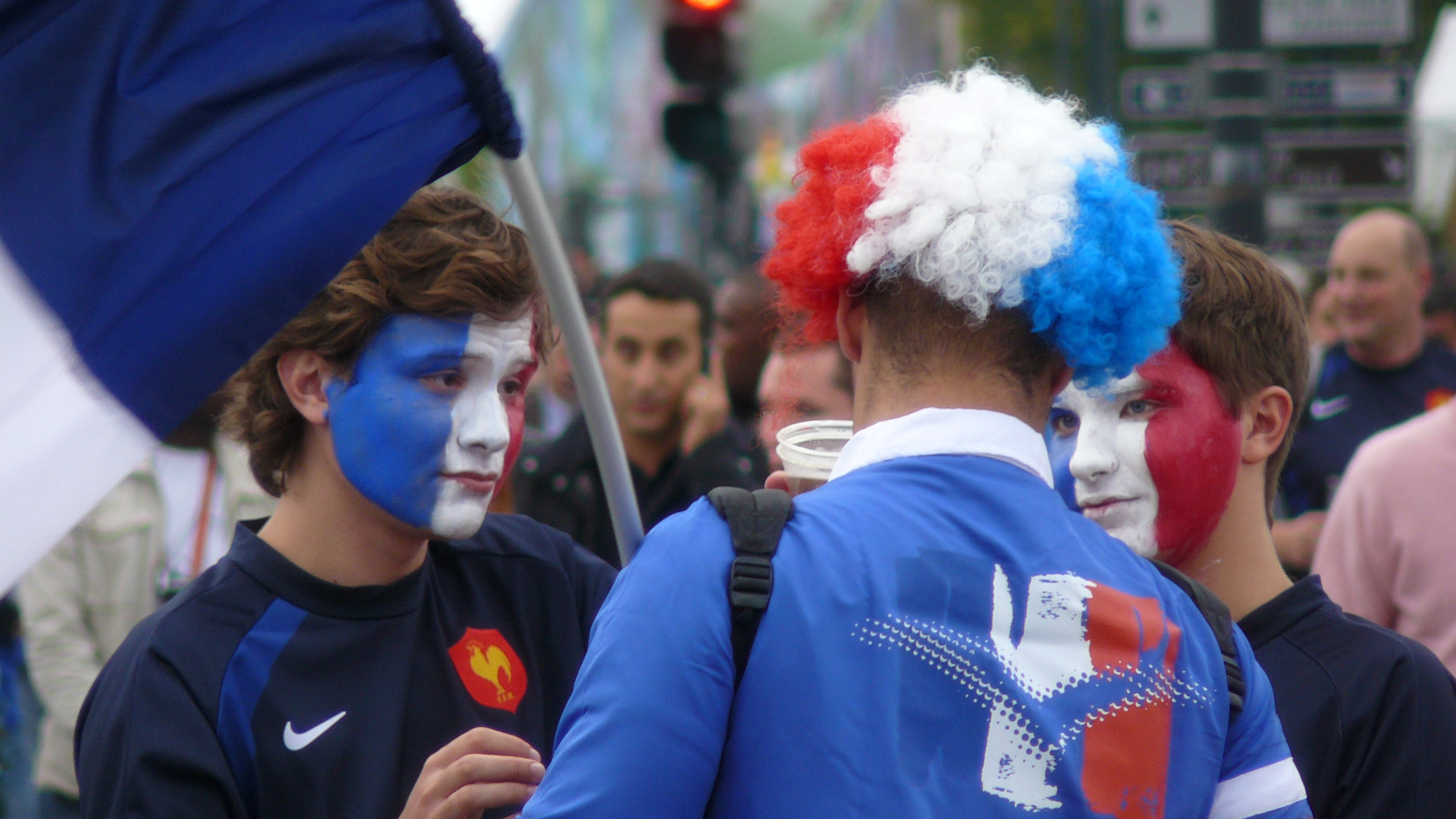
Französische Fans bei der Eröffnungsfeier

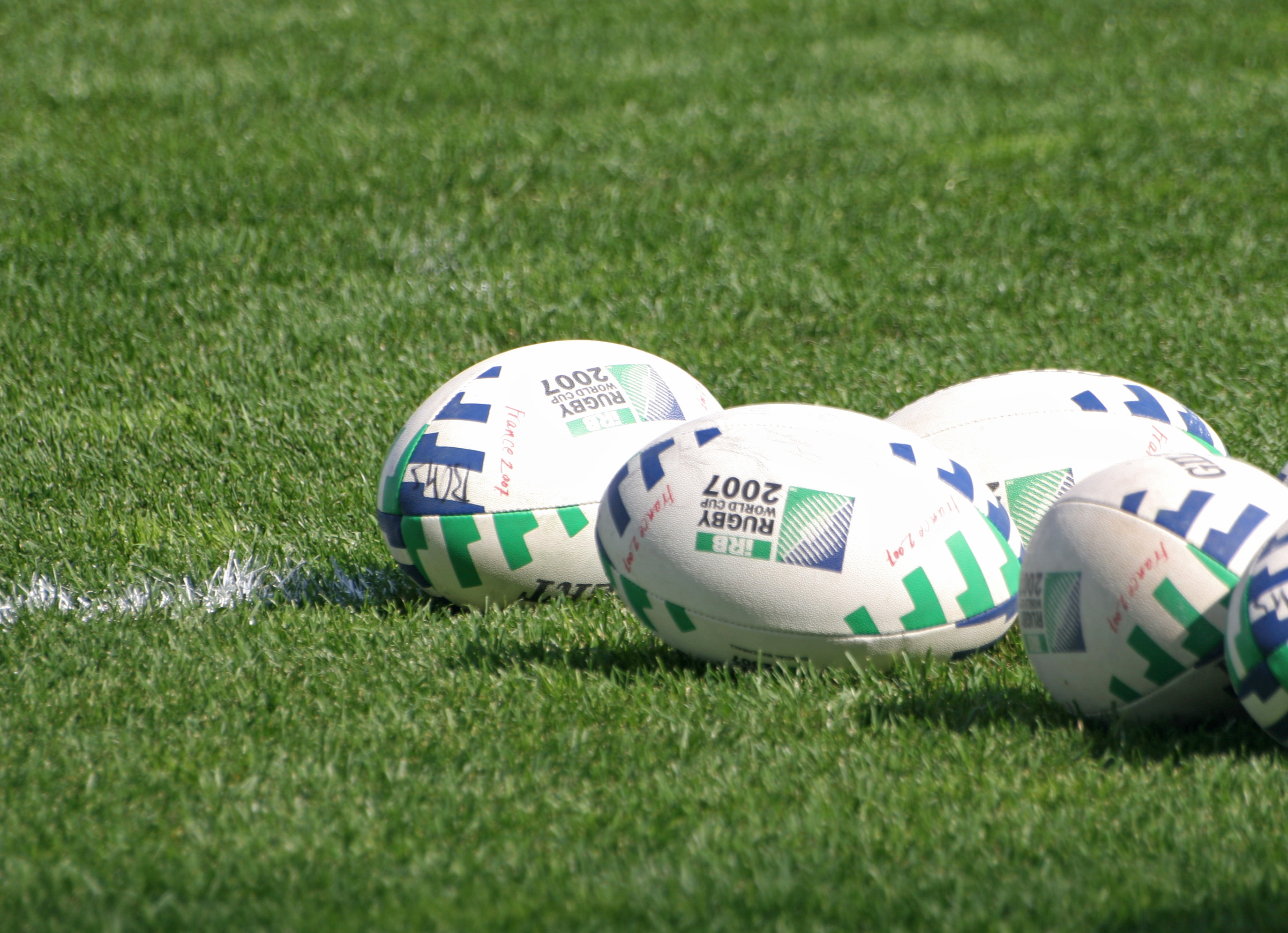
Synergie, der offizielle Rugbyball der WM 2007

Wie bei der Weltmeisterschaft 2003 wurden die 20 für die WM 2007 qualifizierten Mannschaften in vier Vorrundengruppen eingeteilt. Die Gruppen waren eingeteilt von Gruppe A bis Gruppe D zu je fünf Teilnehmern. Jede Gruppe hatte zwei automatische Qualifikanten der WM 2003, während sich die übrigen drei Plätze aus der Qualifikation ergaben. Jede Mannschaft bestritt ein Spiel gegen jede andere Mannschaft in derselben Gruppe, demzufolge absolvierte jedes Team vier Spiele in der Vorrunde. Die Mannschaften auf den Plätzen 1 und 2 qualifizierten sich für das Viertelfinale. Die drittplatzierten Mannschaften sicherten sich die Teilnahmeberechtigung an der WM 2011.
Die Punkteverteilung in der Vorrunde erfolgte nach folgendem Bonuspunktesystem:
- 4 Punkte bei einem Sieg
- 2 Punkte bei einem Unentschieden
- 0 Punkte bei einer Niederlage (vor möglichen Bonuspunkten)
- 1 Bonuspunkt für vier oder mehr Versuche, unabhängig vom Endstand
- 1 Bonuspunkt bei einer Niederlage mit sieben oder weniger Spielpunkten Unterschied[26]

Bei Punktgleichheit von zwei oder mehr Mannschaften wurde die bessere Tabellenposition nacheinander nach folgenden Kriterien ermittelt:
1. Sieger der Direktbegegnung
2. Bessere Differenz bei den Spielpunkten
3. Bessere Differenz bei den Versuchen
4. Höhere Anzahl der Spielpunkte
5. Höhere Anzahl der Versuche
6. Bessere Platzierung in der IRB-Weltrangliste vom 1. Oktober 2007[26]

### Finalrunde
Ab dieser Phase nahm das Turnier ein K.-o.-System an bestehend aus acht Spielen: vier Viertelfinals, zwei Halbfinals, ein Spiel um Platz 3 und das Finale.
Die Gruppenersten und -zweiten erreichten jeweils die Finalrunde. Dabei trafen die Gruppenersten im Viertelfinale auf die Gruppenzweiten der anderen Gruppe, beispielsweise traf der Erste der Gruppe A auf den Zweiten der Gruppe B und der Erste der Gruppe B auf den Zweiten der Gruppe A. Teams aus derselben Gruppe konnten erst wieder im Spiel um Platz 3 oder dem Finale aufeinandertreffen.
Die Finalrunde begann mit den Viertelfinalspielen. Jedes Spiel musste zwingend mit einem Sieg enden. Stand es in einer Begegnung nach der regulären Spielzeit von 80 Minuten unentschieden, folgte eine Verlängerung von 2 × 10 Minuten. War noch immer kein Sieger ermittelt, gab es eine weitere Verlängerung von zehn Minuten Dauer mit Sudden Death. Wenn auch nach insgesamt 110 Minuten immer noch kein Sieger feststand, wäre der Sieger in einem Platztrittschießen zu den Torstangen bestimmt.

### Einfluss auf die WM-Qualifikation 2011
Anders als bei der WM 2003 qualifizierten sich die besten drei Mannschaften jeder Gruppe direkt für die darauf folgende Weltmeisterschaft 2011 in Neuseeland. Diese waren Argentinien, Australien, England, Fidschi, Frankreich, Irland, Italien, Neuseeland, Schottland, Südafrika, Tonga und Wales.

## Eintrittskarten und Sponsoring

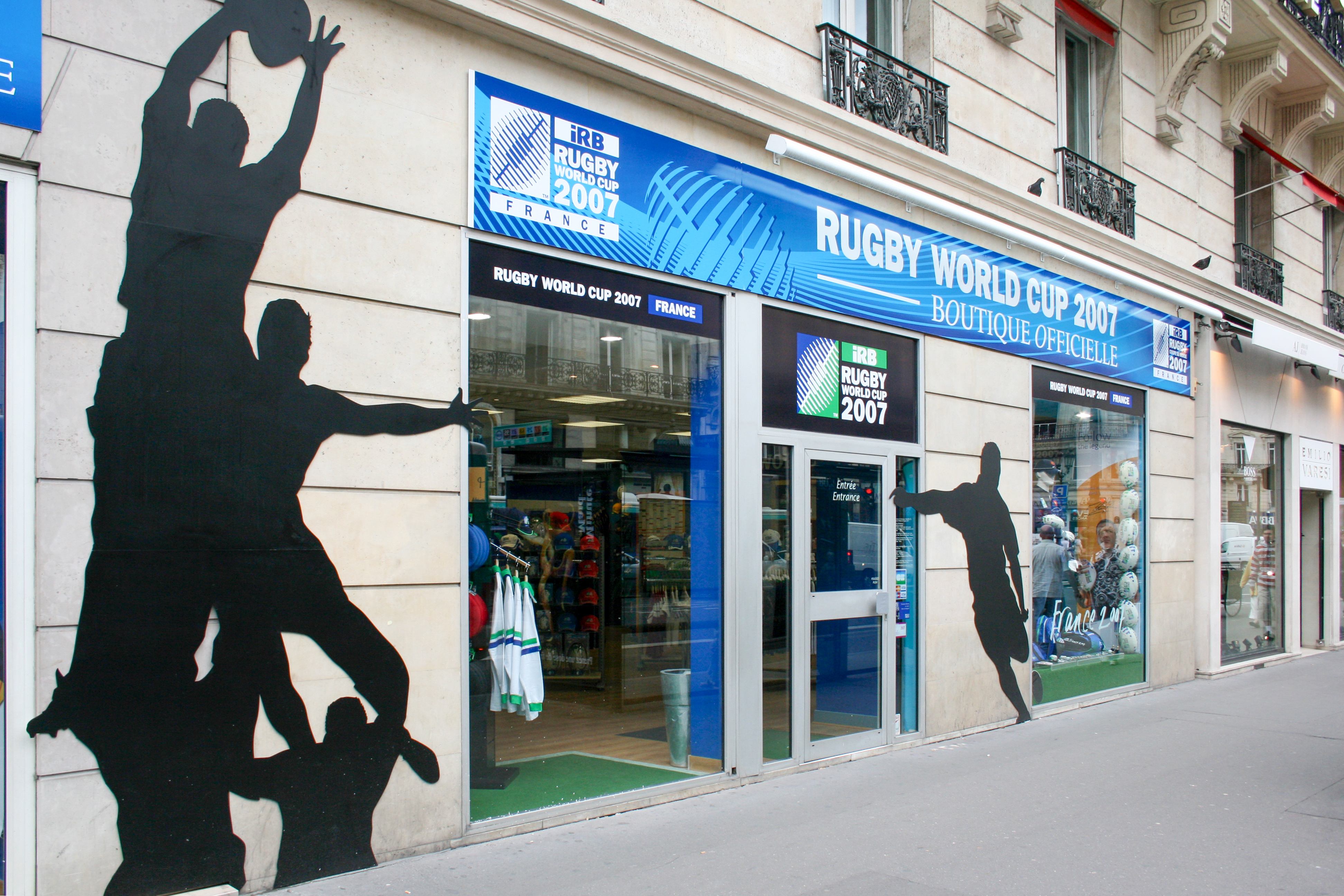
Offizieller Rugby-World-Cup-Shop

Die Eintrittskarten für die Weltmeisterschaft 2007 wurden in drei Phasen verkauft. Die erste Phase begann im November 2005, als Mitglieder europäischer und weltweiter Rugbyvereine und -verbände Ticketpakete für bestimmte Mannschaften vorbestellen konnten. Nach der Freigabe der zweiten Phase wurden innerhalb von zehn Stunden mehr als 100.000 Eintrittskarten verkauft. Anfang 2006 wurde bekanntgemacht, dass bereits 800.000 der 2,4 Millionen Eintrittskarten verkauft worden waren und am 6. September 2006 wurde die Ein millionste Karte verkauft. Individuelle Eintrittskarten und Tickets für Halbfinalspiele gingen erst in der dritten Phase im November 2006 in den Handel. Im Juni 2007 waren mehr als 2 Millionen der 2,4 Millionen Eintrittskarten zu den Spielen der WM bereits verkauft.
Die offiziellen Worldwide Partners des Turniers waren Société Générale, GMF, Électricité de France, Peugeot, Visa und SNCF. Daneben gab es die Official Sponsors Heineken, Vediorbis, Capgemini, Orange, Toshiba und Emirates. Gilbert entwarf den offiziellen Turnierball (Gilbert Synergie), der in den Spielen der Weltmeisterschaft genutzt wurde. Damit setzte sich die Tradition der Gilbert-WM-Bälle mit Barbarian (1995), Revolution (1999) und Xact (2003) weiter fort. Zusammen mit Gilbert waren die offiziellen Ausrüster Adidas, Coca-Cola, Clifford Chance, Goodyear und McDonald’s.

## Beteiligte

### Offizielle
Die Offiziellen für die Weltmeisterschaft wurden im späten April 2007 bekanntgegeben. Insgesamt wurden zwölf Schiedsrichter und 13 Linienrichter bestimmt. Der Engländer Tony Spreadbury leitete die Auftaktpartie zwischen Frankreich und Argentinien, der Ire Alain Rolland das Finale zwischen England und Südafrika.
| Land                          | Name             |
| ----------------------------- | ---------------- |
| Rugby Australia               | Stuart Dickinson |
| Rugby Football Union          | Wayne Barnes     |
| Rugby Football Union          | Tony Spreadbury  |
| Rugby Football Union          | Chris White      |
| Fédération française de rugby | Joël Jutge       |
| Irish Rugby Football Union    | Alan Lewis       |
| Irish Rugby Football Union    | Alain Rolland    |
| New Zealand Rugby             | Paul Honiss      |
| New Zealand Rugby             | Steve Walsh      |
| South African Rugby Union     | Marius Jonker    |
| South African Rugby Union     | Jonathan Kaplan  |
| Welsh Rugby Union             | Nigel Owens      |

| Land                          | Name              |
| ----------------------------- | ----------------- |
| Unión Argentina de Rugby      | Federico Cuesta   |
| Rugby Australia               | Paul Marks        |
| Rugby Football Union          | Dave Pearson      |
| Fédération française de rugby | Christophe Berdos |
| Federazione Italiana Rugby    | Carlo Damasco     |
| Irish Rugby Football Union    | Simon McDowell    |
| New Zealand Rugby             | Lyndon Bray       |
| New Zealand Rugby             | Kelvin Deaker     |
| New Zealand Rugby             | Bryce Lawrence    |
| Scottish Rugby Union          | Malcolm Changleng |
| South African Rugby Union     | Craig Joubert     |
| South African Rugby Union     | Mark Lawrence     |
| Welsh Rugby Union             | Hugh Watkins      |

### Mannschaften
Jedes Team konnte 30 Spieler für das Turnier nominieren. Die Mannschaftslisten mussten bis zum 14. August 2007 dem International Rugby Board vorgelegt werden. Nach der Vorlage des Kaders konnte ein verletzter Spieler ersetzt werden, dieser Spieler durfte sich jedoch nicht mehr der Mannschaft anschließen.

## Vorrunde

### Gruppe A

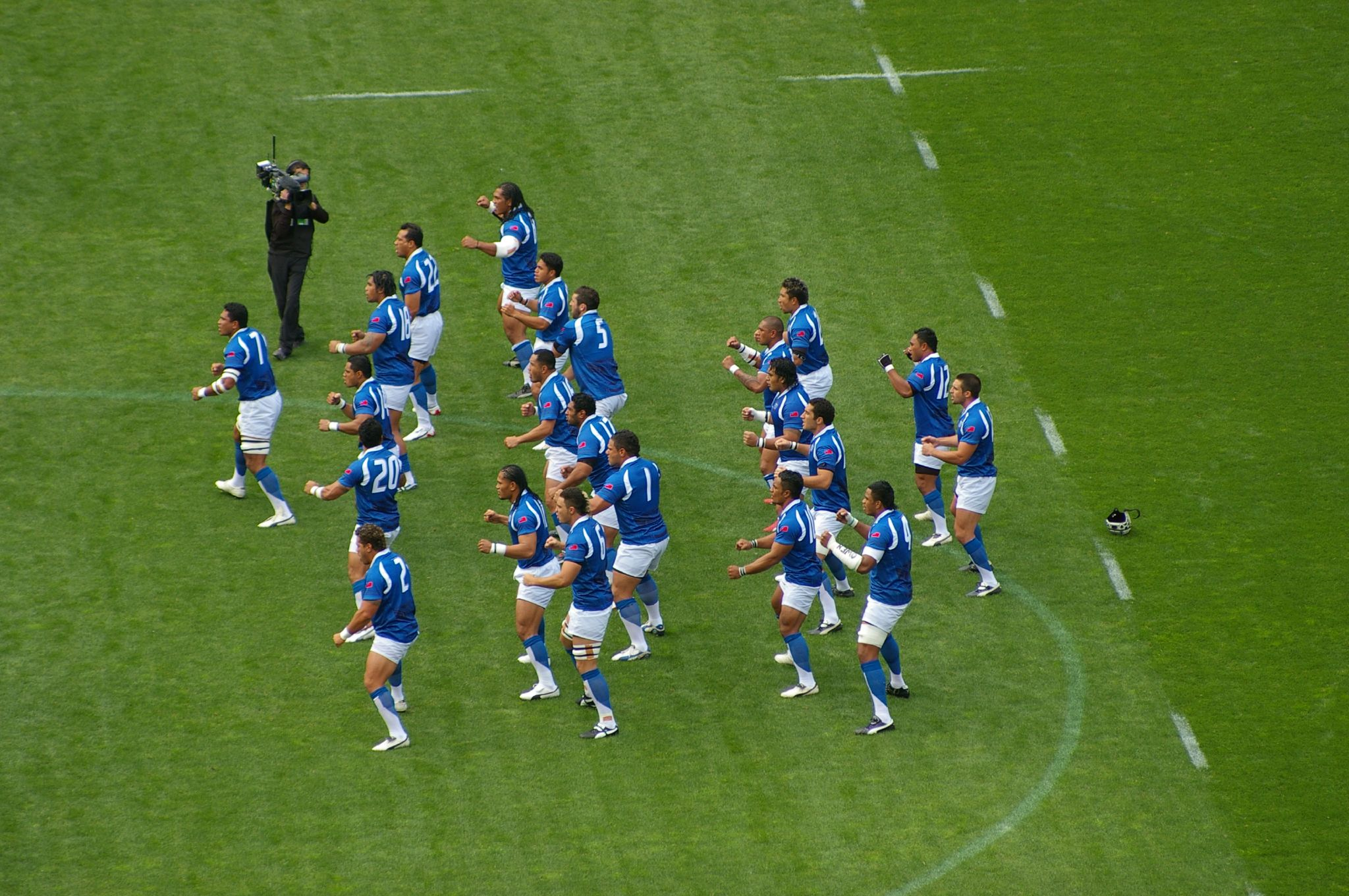
Die Samoaner zelebrieren vor der Partie gegen Südafrika den traditionellen Siva Tau

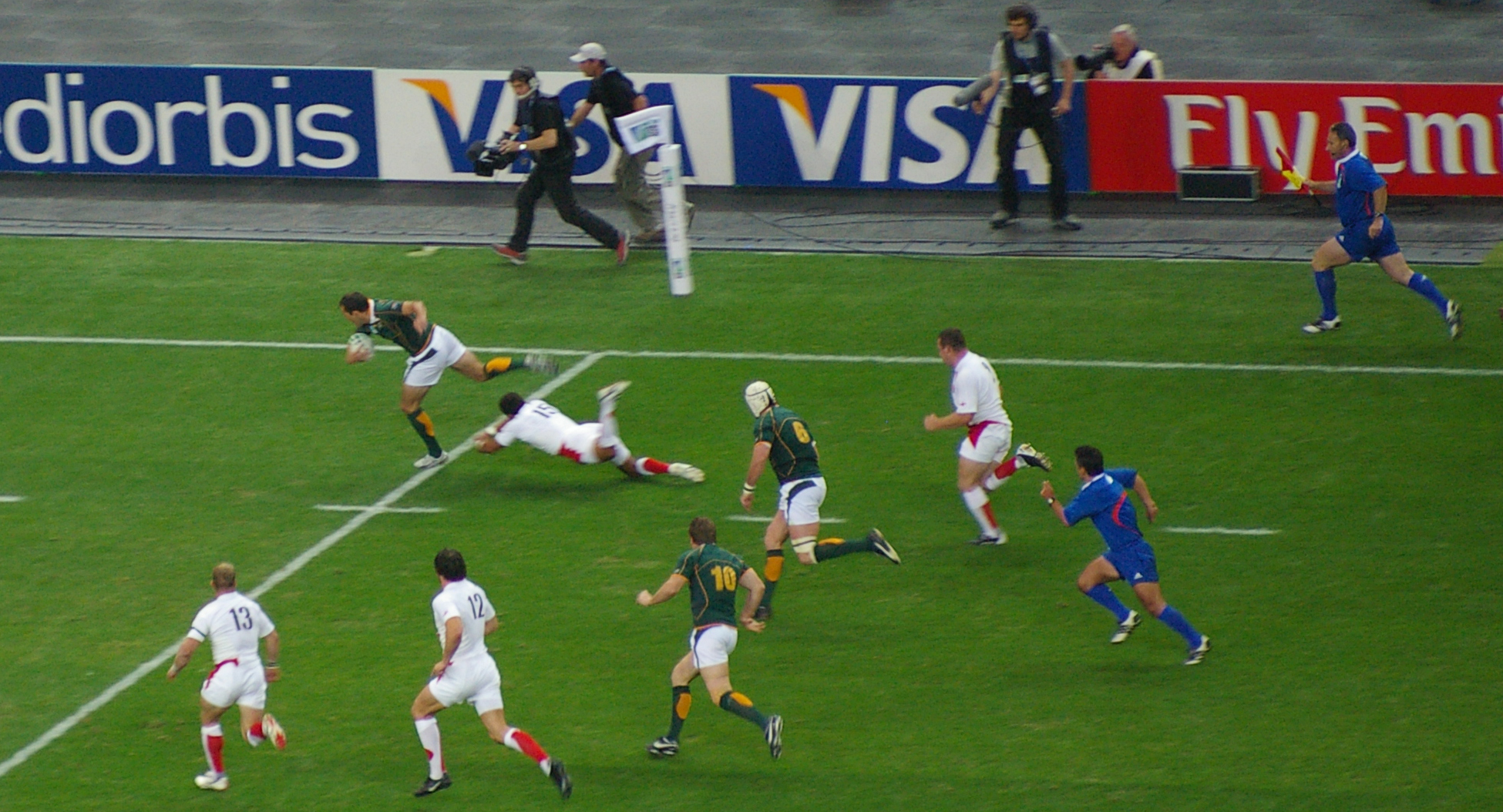
Südafrika beim 36:0 gegen England

In der Gruppe A konnte sich Südafrika erwartungsgemäß als Titelfavorit den Gruppensieg sichern. So wurde Titelverteidiger England mit 36:0 völlig demontiert. Einzig im Spiel gegen das sehr gut spielende Tonga zeigten die Springboks einige Schwächen und ließen sich ein 30:25 abringen.
Als zweites Team konnte sich der Weltmeister von 2003 England für das Viertelfinale qualifizieren. Vor der WM wegen langjähriger Schwäche bereits niedrig gehandelt, konnte man gegen die USA und Südafrika nicht überzeugen. In den Spielen gegen die starken polynesischen Teams Samoa und Tonga gelang dann letztlich aber dennoch die Qualifikation für die K.o.-Runde.
Tonga stand gegen Südafrika nahe an einer Überraschung und schaffte mit dem dritten Platz die Vorabqualifikation zur nächsten WM. Die Samoaner wurden den Erwartungen, welche vor dem Turnier in sie gesteckt wurden, man stand in der Weltrangliste vor der WM sogar vor Schottland, nicht gerecht und enttäuschte. Der Letztplatzierte USA verlor in jedem Spiel.
|    | Land               | Spiele | Siege | Unent. | Ndlg. | Spiel- punkte | Diff. | Bonus- punkte | Tabellen- punkte |
| -- | ------------------ | ------ | ----- | ------ | ----- | ------------- | ----- | ------------- | ---------------- |
| 1. | Südafrika          | 4      | 4     | 0      | 0     | 189:047       | +142  | 3             | 19               |
| 2. | England            | 4      | 3     | 0      | 1     | 108:088       | +20   | 2             | 14               |
| 3. | Tonga              | 4      | 2     | 0      | 2     | 089:096       | −7    | 1             | 9                |
| 4. | Samoa              | 4      | 1     | 0      | 3     | 069:143       | −74   | 1             | 5                |
| 5. | Vereinigte Staaten | 4      | 0     | 0      | 4     | 061:142       | −81   | 1             | 1                |

| 8. September 2007 | England | 28 : 10 | Vereinigte Staaten | Stade Félix-Bollaert, Lens |
| 8. September 2007 |         |         |                    | Stade Félix-Bollaert, Lens |

| 9. September 2007 | Südafrika | 59 : 7 | Samoa | Parc des Princes, Paris |
| 9. September 2007 |           |        |       | Parc des Princes, Paris |

| 12. September 2007 | Vereinigte Staaten | 15 : 25 | Tonga | Stade de la Mosson, Montpellier |
| 12. September 2007 |                    |         |       | Stade de la Mosson, Montpellier |

| 14. September 2007 | England | 0 : 36 | Südafrika | Stade de France, Saint-Denis |
| 14. September 2007 |         |        |           | Stade de France, Saint-Denis |

| 16. September 2007 | Samoa | 15 : 19 | Tonga | Stade de la Mosson, Montpellier |
| 16. September 2007 |       |         |       | Stade de la Mosson, Montpellier |

| 22. September 2007 | Südafrika | 30 : 25 | Tonga | Stade Félix-Bollaert, Lens |
| 22. September 2007 |           |         |       | Stade Félix-Bollaert, Lens |

| 22. September 2007 | England | 44 : 22 | Samoa | Stade de la Beaujoire, Nantes |
| 22. September 2007 |         |         |       | Stade de la Beaujoire, Nantes |

| 26. September 2007 | Samoa | 25 : 21 | Vereinigte Staaten | Stade Geoffroy-Guichard, Saint-Étienne |
| 26. September 2007 |       |         |                    | Stade Geoffroy-Guichard, Saint-Étienne |

| 28. September 2007 | England | 36 : 20 | Tonga | Parc des Princes, Paris |
| 28. September 2007 |         |         |       | Parc des Princes, Paris |

| 30. September 2007 | Südafrika | 65 : 15 | Vereinigte Staaten | Stade de la Mosson, Montpellier |
| 30. September 2007 |           |         |                    | Stade de la Mosson, Montpellier |

### Gruppe B

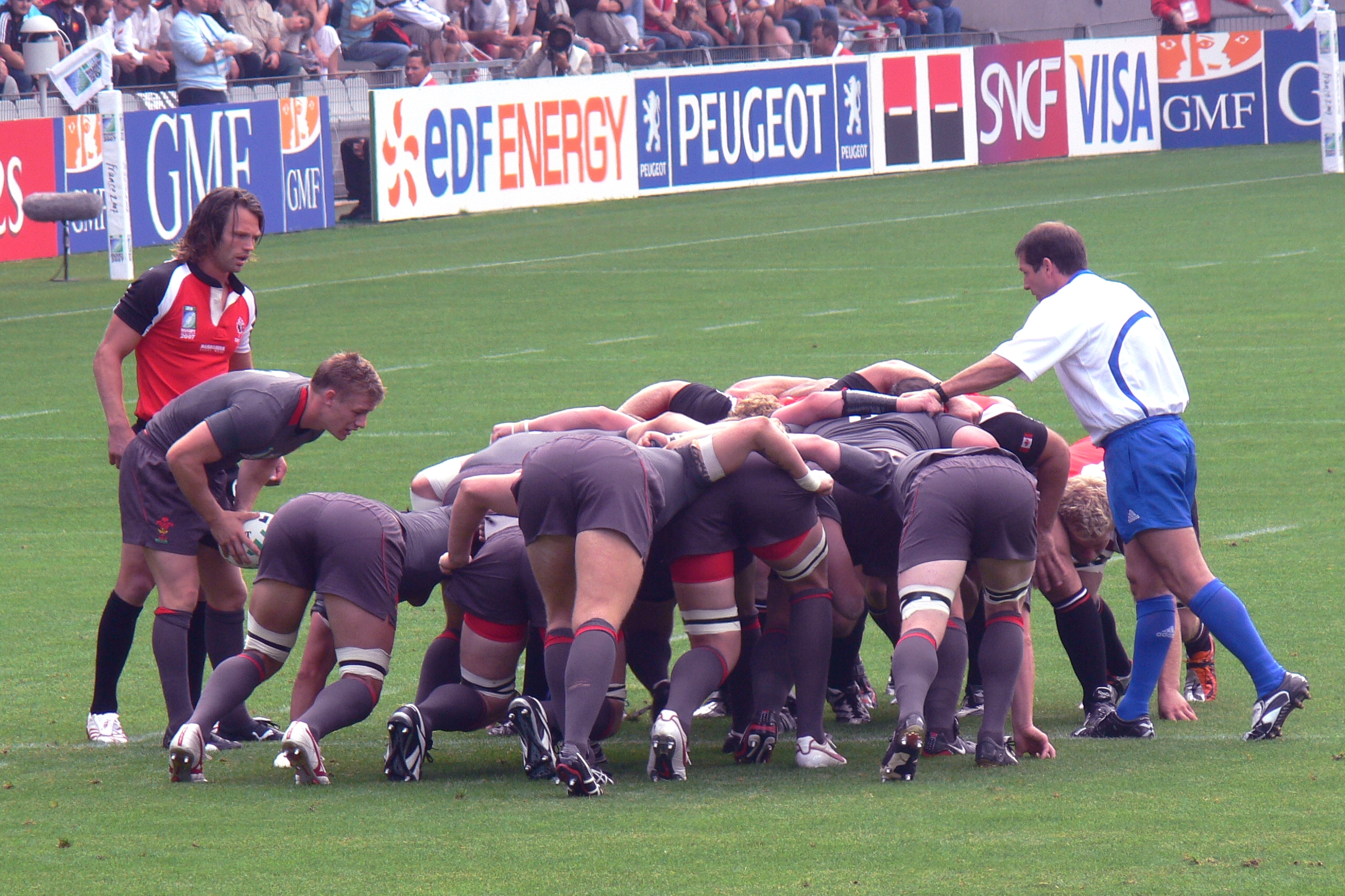
Wales gegen Kanada

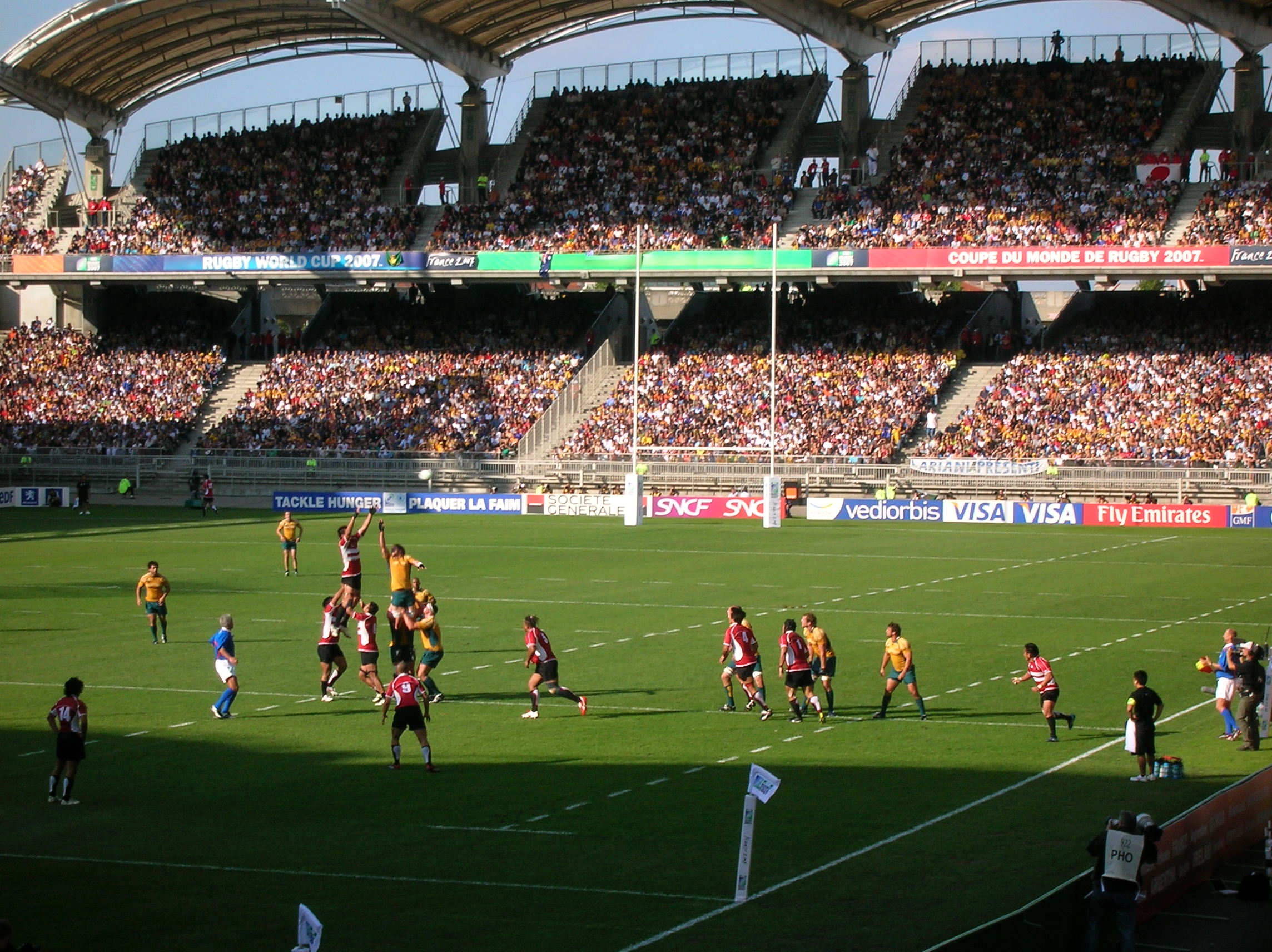
Australien gegen Japan

Nach vier deutlichen und ungefährdeten Siegen setzte sich Australien wie erwartet als Sieger in der Gruppe B durch. Selbst das befürchtete „Auswärtsspiel“ in Cardiff gegen Wales konnte sicher gewonnen werden.
Auf dem zweiten Platz gab es eine große Überraschung. So konnte sich die Mannschaft Fidschis erstmals seit 1987 wieder ins Viertelfinale spielen und im letzten Spiel Wales mit 38:34 besiegen. Was für den mehrfachen Weltmeister in Siebener-Rugby ein großer Erfolg war, blieb für die Waliser ein Desaster, da das Minimalziel die Runde der letzten Acht so im entscheidenden Spiel verfehlt wurde.
Japan, stets als Asiens Teilnehmer beim Turnier vertreten, gelang es erstmals, nicht Letzter in seiner Gruppe zu werden. Das Unentschieden gegen Kanada und ein Bonuspunkt aus der knappen 31:35-Niederlage gegen Fidschi reichten, um vor den Nordamerikanern in der Tabelle abzuschließen. Kanada zeigte zwar durchweg nur gute Spiele und selbst die 37:6-Niederlage gegen die übermächtigen Australier hielt sich in Grenzen, der letzte Tabellenplatz war dennoch eine Ernüchterung für den Viertelfinalisten von 1991.
|    | Land       | Spiele | Siege | Unent. | Ndlg. | Spiel- punkte | Diff. | Bonus- punkte | Tabellen- punkte |
| -- | ---------- | ------ | ----- | ------ | ----- | ------------- | ----- | ------------- | ---------------- |
| 1. | Australien | 4      | 4     | 0      | 0     | 215:041       | +174  | 4             | 20               |
| 2. | Fidschi    | 4      | 3     | 0      | 1     | 114:136       | −22   | 3             | 15               |
| 3. | Wales      | 4      | 2     | 0      | 2     | 168:105       | +63   | 4             | 12               |
| 4. | Japan      | 4      | 0     | 1      | 3     | 064:210       | −146  | 1             | 3                |
| 5. | Kanada     | 4      | 0     | 1      | 3     | 051:120       | −69   | 0             | 2                |

| 8. September 2007 | Australien | 91 : 3 | Japan | Stade Gerland, Lyon |
| 8. September 2007 |            |        |       | Stade Gerland, Lyon |

| 9. September 2007 | Wales | 42 : 17 | Kanada | Stade de la Beaujoire, Nantes |
| 9. September 2007 |       |         |        | Stade de la Beaujoire, Nantes |

| 12. September 2007 | Japan | 31 : 35 | Fidschi | Stadium Municipal, Toulouse |
| 12. September 2007 |       |         |         | Stadium Municipal, Toulouse |

| 15. September 2007 | Wales | 20 : 32 | Australien | Millennium Stadium, Cardiff |
| 15. September 2007 |       |         |            | Millennium Stadium, Cardiff |

| 16. September 2007 | Fidschi | 29 : 16 | Kanada | Millennium Stadium, Cardiff |
| 16. September 2007 |         |         |        | Millennium Stadium, Cardiff |

| 20. September 2007 | Wales | 72 : 18 | Japan | Millennium Stadium, Cardiff |
| 20. September 2007 |       |         |       | Millennium Stadium, Cardiff |

| 23. September 2007 | Australien | 55 : 12 | Fidschi | Stade de la Mosson, Montpellier |
| 23. September 2007 |            |         |         | Stade de la Mosson, Montpellier |

| 25. September 2007 | Kanada | 12 : 12 | Japan | Stade Chaban-Delmas, Bordeaux |
| 25. September 2007 |        |         |       | Stade Chaban-Delmas, Bordeaux |

| 29. September 2007 | Australien | 37 : 6 | Kanada | Stade Chaban-Delmas, Bordeaux |
| 29. September 2007 |            |        |        | Stade Chaban-Delmas, Bordeaux |

| 29. September 2007 | Wales | 34 : 38 | Fidschi | Stade de la Beaujoire, Nantes |
| 29. September 2007 |       |         |         | Stade de la Beaujoire, Nantes |

### Gruppe C

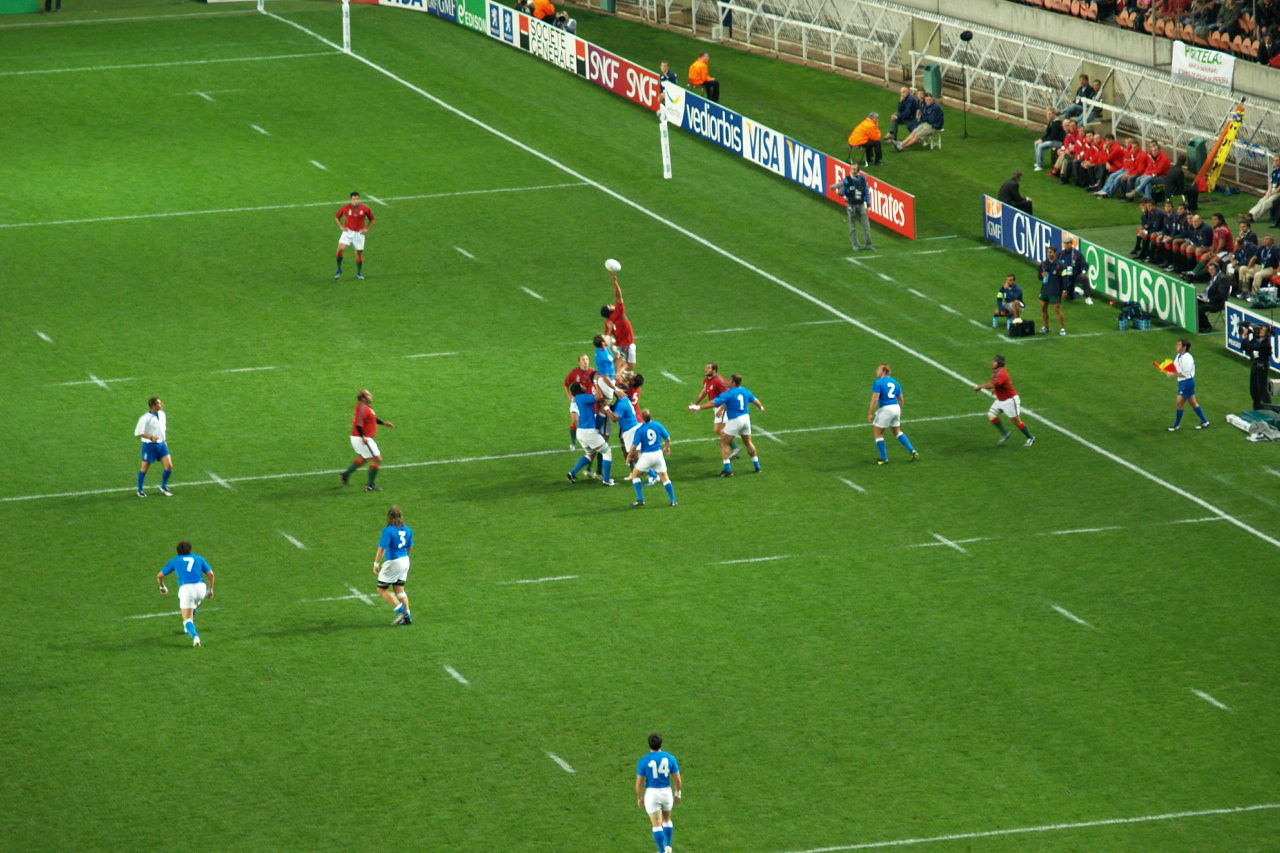
Italien gegen Portugal

Neuseeland, der als großer Turnierfavorit gehandelte Weltmeister von 1987, dominierte die Gruppe C nach Belieben. So wurden Italien und Schottland durch die All Blacks ohne eine annähernde Chance auf Sieg abgefertigt und man erreichte mit 309 zu 35 Punkten das Viertelfinale als Gruppensieger.
Die Schotten konnten sich nach der Niederlage vor heimischer Kulisse gegen die Neuseeländer im letzten Spiel gegen Italien die Viertelfinalteilnahme sichern. Was für die Schotten als Erfolg verbucht werden konnte, bedeutete für Italien abermals ein knappes Scheitern in der Vorrunde. So wartet man in Italien noch immer auf das erste Erreichen der Runde der letzten acht.
Rumänien und Portugal hatten erwartungsgemäß keine Chance auf das Viertelfinale, zeigten aber dennoch entsprechend gute Spiele. So sind beispielsweise Portugals dreizehn Punkte gegen Neuseeland durchaus positiv zu werten, auch wenn diese mit über hundert Gegenpunkten erkauft wurden.
|    | Land       | Spiele | Siege | Unent. | Ndlg. | Spiel- punkte | Diff. | Bonus- punkte | Tabellen- punkte |
| -- | ---------- | ------ | ----- | ------ | ----- | ------------- | ----- | ------------- | ---------------- |
| 1. | Neuseeland | 4      | 4     | 0      | 0     | 309:035       | +274  | 4             | 20               |
| 2. | Schottland | 4      | 3     | 0      | 1     | 116:066       | +50   | 2             | 14               |
| 3. | Italien    | 4      | 2     | 0      | 2     | 085:117       | −32   | 1             | 9                |
| 4. | Rumänien   | 4      | 1     | 0      | 3     | 040:161       | −121  | 1             | 5                |
| 5. | Portugal   | 4      | 0     | 0      | 4     | 038:209       | −171  | 1             | 1                |

| 8. September 2007 | Neuseeland | 76 : 14 | Italien | Stade Vélodrome, Marseille |
| 8. September 2007 |            |         |         | Stade Vélodrome, Marseille |

| 9. September 2007 | Schottland | 56 : 10 | Portugal | Stade Geoffroy-Guichard, Saint-Étienne |
| 9. September 2007 |            |         |          | Stade Geoffroy-Guichard, Saint-Étienne |

| 12. September 2007 | Italien | 24 : 18 | Rumänien | Stade Vélodrome, Marseille |
| 12. September 2007 |         |         |          | Stade Vélodrome, Marseille |

| 15. September 2007 | Neuseeland | 108 : 13 | Portugal | Stade Gerland, Lyon |
| 15. September 2007 |            |          |          | Stade Gerland, Lyon |

| 18. September 2007 | Schottland | 42 : 0 | Rumänien | Murrayfield Stadium, Edinburgh |
| 18. September 2007 |            |        |          | Murrayfield Stadium, Edinburgh |

| 19. September 2007 | Italien | 31 : 5 | Portugal | Parc des Princes, Paris |
| 19. September 2007 |         |        |          | Parc des Princes, Paris |

| 23. September 2007 | Schottland | 0 : 40 | Neuseeland | Murrayfield Stadium, Edinburgh |
| 23. September 2007 |            |        |            | Murrayfield Stadium, Edinburgh |

| 25. September 2007 | Rumänien | 14 : 10 | Portugal | Stadium Municipal, Toulouse |
| 25. September 2007 |          |         |          | Stadium Municipal, Toulouse |

| 29. September 2007 | Neuseeland | 85 : 8 | Rumänien | Stadium Municipal, Toulouse |
| 29. September 2007 |            |        |          | Stadium Municipal, Toulouse |

| 29. September 2007 | Schottland | 18 : 16 | Italien | Stade Geoffroy-Guichard, Saint-Étienne |
| 29. September 2007 |            |         |         | Stade Geoffroy-Guichard, Saint-Étienne |

### Gruppe D

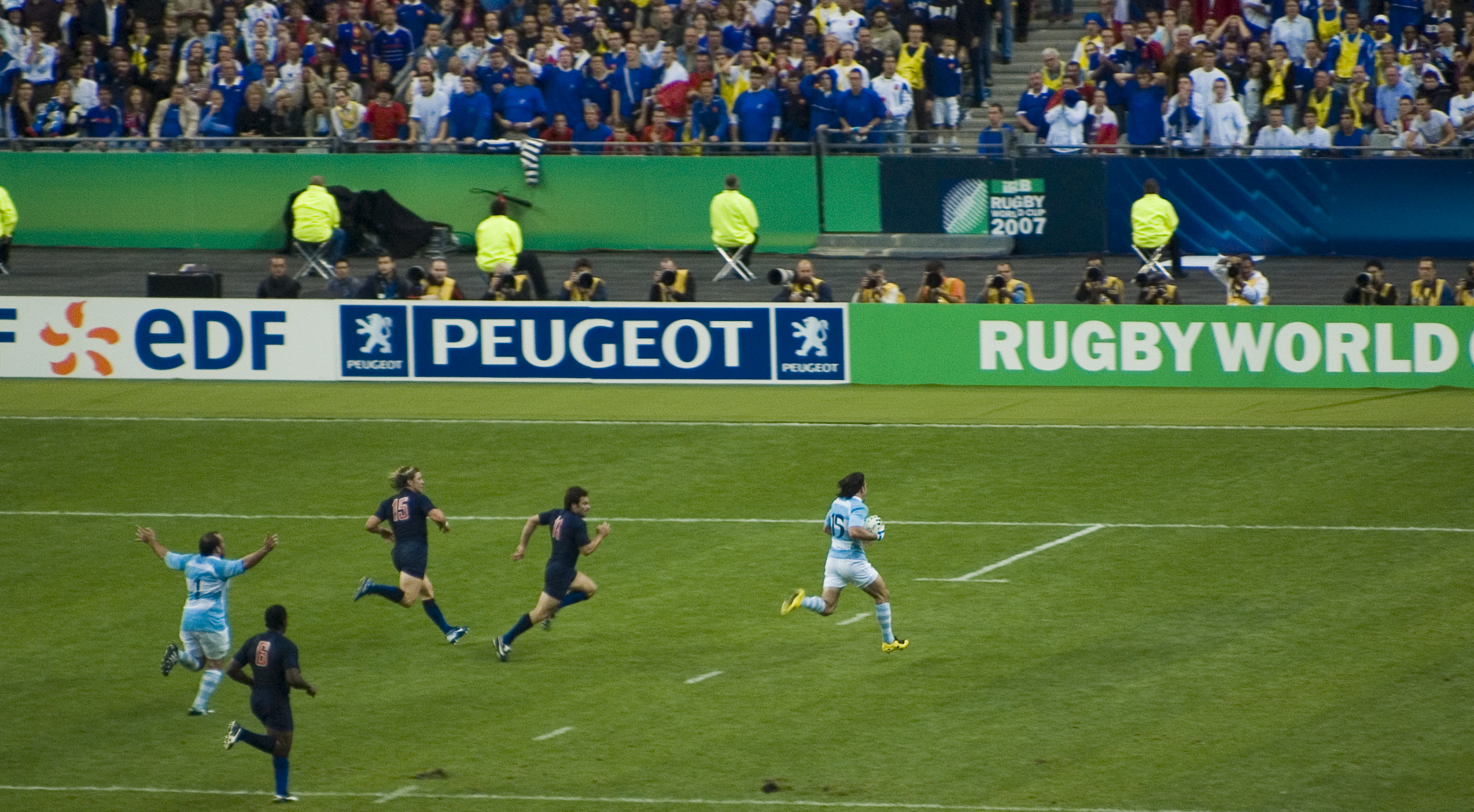
Argentiniens Corleto beim ersten Versuch der WM im Eröffnungsspiel gegen Frankreich

Schon das Eröffnungsspiel des Turniers zeigte, welches Team die – trotz Ankündigung – Überraschungsmannschaft dieser Weltmeisterschaft sein wird. Im französischen Nationalstadion in Saint-Denis wurde Frankreich, der zweifache Vizeweltmeister und Gastgeber dieser WM, mit 17:12 von Argentinien besiegt. Es folgten von Seiten der Südamerikaner weitere Erfolge gegen Georgien, Namibia und letztlich Irland, sodass man ungeschlagen und verlustpunktfrei das Viertelfinale als Gruppensieger erreichte.
Nach der Auftaktniederlage gegen Argentinien gelang es den Franzosen noch, das drohende Ausscheiden mit einem starken Spiel gegen Irland abzuwenden und als Gruppenzweiter in die nächste Runde einzuziehen.
Für Irland, vorab als Europas große Titelhoffnung gehandelt und als Favorit in diese Gruppe gestartet, entwickelte sich die WM zum Desaster. Schwache Spiele gegen die relativen Rugbyzwerge Georgien und Namibia und zwei Niederlagen gegen Frankreich und Argentinien bedeuteten für die überschätzten Iren das erstmalige Ausscheiden in der Vorrunde.
Georgien konnte bei seiner zweiten Weltmeisterschaft seinen ersten Sieg (30:0 gegen Namibia) feiern und ist eines der Länder mit deutlicher Positiventwicklung in Sachen Rugby. So ließ der georgische Staatspräsident Micheil Saakaschwili nach der knappen 10:14-Niederlage gegen die Topmannschaft Irlands erklären, dass die staatlichen Zuschüsse für das Rugby deutlich erhöht werden sollen.
Namibia zeigte zwar ein gutes Spiel gegen Irland, aber der erste Sieg sollte dennoch bei dieser Weltmeisterschaft wieder nicht gelingen.
|    | Land        | Spiele | Siege | Unent. | Ndlg. | Spiel- punkte | Diff. | Bonus- punkte | Tabellen- punkte |
| -- | ----------- | ------ | ----- | ------ | ----- | ------------- | ----- | ------------- | ---------------- |
| 1. | Argentinien | 4      | 4     | 0      | 0     | 143:033       | +110  | 2             | 18               |
| 2. | Frankreich  | 4      | 3     | 0      | 1     | 188:037       | +151  | 3             | 15               |
| 3. | Irland      | 4      | 2     | 0      | 2     | 064:082       | −18   | 1             | 9                |
| 4. | Georgien    | 4      | 1     | 0      | 3     | 050:111       | −61   | 1             | 5                |
| 5. | Namibia     | 4      | 0     | 0      | 4     | 030:212       | −182  | 0             | 0                |

| 7. September 2007 | Frankreich | 12 : 17 | Argentinien | Stade de France, Saint-Denis |
| 7. September 2007 |            |         |             | Stade de France, Saint-Denis |

| 9. September 2007 | Irland | 32 : 17 | Namibia | Stade Chaban-Delmas, Bordeaux |
| 9. September 2007 |        |         |         | Stade Chaban-Delmas, Bordeaux |

| 11. September 2007 | Argentinien | 30 : 3 | Georgien | Stade Gerland, Lyon |
| 11. September 2007 |             |        |          | Stade Gerland, Lyon |

| 15. September 2007 | Irland | 14 : 10 | Georgien | Stade Chaban-Delmas, Bordeaux |
| 15. September 2007 |        |         |          | Stade Chaban-Delmas, Bordeaux |

| 16. September 2007 | Frankreich | 87 : 10 | Namibia | Stadium Municipal, Toulouse |
| 16. September 2007 |            |         |         | Stadium Municipal, Toulouse |

| 21. September 2007 | Frankreich | 25 : 3 | Irland | Stade de France, Saint-Denis |
| 21. September 2007 |            |        |        | Stade de France, Saint-Denis |

| 22. September 2007 | Argentinien | 63 : 3 | Namibia | Stade Vélodrome, Marseille |
| 22. September 2007 |             |        |         | Stade Vélodrome, Marseille |

| 26. September 2007 | Georgien | 30 : 0 | Namibia | Stade Félix-Bollaert, Lens |
| 26. September 2007 |          |        |         | Stade Félix-Bollaert, Lens |

| 30. September 2007 | Frankreich | 64 : 7 | Georgien | Stade Vélodrome, Marseille |
| 30. September 2007 |            |        |          | Stade Vélodrome, Marseille |

| 30. September 2007 | Irland | 15 : 30 | Argentinien | Parc des Princes, Paris |
| 30. September 2007 |        |         |             | Parc des Princes, Paris |

## Finalrunde

### Übersicht
|  | Viertelfinale                  | Viertelfinale                   |                                 |                                 | Halbfinale                      | Halbfinale |  |  | Finale                    | Finale                    |
|  |                                |                                 |                                 |                                 |                                 |            |  |  |                           |                           |
|  | 6. Oktober 2007 in Marseille   |                                 |                                 |                                 |                                 |            |  |  |                           |                           |
|  | Australien                     | 10                              |                                 |                                 |                                 |            |  |  |                           |                           |
|  | Australien                     | 10                              | 13. Oktober 2007 in Saint-Denis |                                 |                                 |            |  |  |                           |                           |
|  | England                        | 12                              |                                 |                                 |                                 |            |  |  |                           |                           |
|  | England                        | 12                              | England                         | 14                              |                                 |            |  |  |                           |                           |
|  |                                |                                 | England                         | 14                              |                                 |            |  |  |                           |                           |
|  |                                | Frankreich                      | 9                               |                                 |                                 |            |  |  |                           |                           |
|  | Neuseeland                     | Frankreich                      | 9                               | 18                              |                                 |            |  |  |                           |                           |
|  | Neuseeland                     |                                 |                                 | 18                              |                                 |            |  |  |                           |                           |
|  | Frankreich                     | 20                              |                                 | 20. Oktober 2007 in Saint-Denis | 20. Oktober 2007 in Saint-Denis |            |  |  |                           |                           |
|  | 6. Oktober 2007 in Cardiff     | 6. Oktober 2007 in Cardiff      | England                         | 6                               |                                 |            |  |  |                           |                           |
|  | 7. Oktober 2007 in Marseille   | 7. Oktober 2007 in Marseille    |                                 | Südafrika                       | 15                              |            |  |  |                           |                           |
|  | Südafrika                      | 37                              |                                 |                                 |                                 |            |  |  |                           |                           |
|  | Fidschi                        | 20                              |                                 |                                 |                                 |            |  |  |                           |                           |
|  | Fidschi                        | 20                              | Südafrika                       | 37                              |                                 |            |  |  |                           |                           |
|  |                                |                                 | Südafrika                       | 37                              | Spiel um Platz 3                |            |  |  |                           |                           |
|  |                                | Argentinien                     | 13                              |                                 |                                 |            |  |  |                           |                           |
|  | Argentinien                    | Argentinien                     | 13                              | 19                              | Frankreich                      | 10         |  |  |                           |                           |
|  | Argentinien                    | 14. Oktober 2007 in Saint-Denis |                                 | 19                              | Frankreich                      | 10         |  |  |                           |                           |
|  | Schottland                     | 13                              |                                 | Argentinien                     | 34                              |            |  |  |                           |                           |
|  | Schottland                     | 13                              |                                 |                                 | 34                              |            |  |  |                           |                           |
|  | 7. Oktober 2007 in Saint-Denis | 7. Oktober 2007 in Saint-Denis  |                                 |                                 |                                 |            |  |  | 19. Oktober 2007 in Paris | 19. Oktober 2007 in Paris |

### Viertelfinale
Die Viertelfinals begannen am 6. Oktober mit zwei großen Sensationen. So gelang dem Titelverteidiger England mit einer beispiellos starken Sturmleistung das Spiel der favorisierten Australier zu zerstören und die Männer von Down-under 12:10 zu besiegen. Die Australier blieben sich treu, seit dem WM-Sieg 1991 im Finale in London gegen die Briten kein Weltmeisterschaftsspiel mehr gewonnen zu haben.
Das zweite Viertelfinale sollte das Ausscheiden des Topfavoriten Neuseelands bedeuten. Durch seinen zweiten Gruppenplatz musste WM-Gastgeber Frankreich sein Spiel fern der Heimat in Cardiff austragen. Und wie schon 1999 gelang es den Franzosen bei einem WM-Spiel in Großbritannien, die All Blacks überraschend aus dem Turnier zu werfen. Die Franzosen konnten 20:18 gewinnen und die als stärkstes neuseeländisches Team aller Zeiten gestarteten All Blacks mussten erstmals in der Geschichte bereits nach der Runde der letzten Acht die Koffer packen.
Fidschi stand gegen Südafrika ebenfalls nahe an einer Sensation. So konnte man in der zweiten Halbzeit zwischenzeitlich und in Unterzahl liegend ausgleichen und stand kurz vor der eigenen Führung. Jedoch gelang es den Springboks im eigenen Malfeld dieses gegen die Mannschaft aus der Südsee zu verteidigen und im Gegenzug die siegbringenden Punkte zu erzielen. Fidschi schied als eine der wirklich positiven Überraschungen nach seiner zweiten Viertelfinalteilnahme nach 1987 aus.
Argentinien, nach der starken Vorrunde zum Geheimfavoriten gewachsen, ließ gegen Schottland nichts anbrennen, gewann verdient 19:13 und erreichte damit das erste Mal ein Halbfinale. Die Schotten hatten ihr Ziel schon mit dem Erreichen des Viertelfinals vollumfänglich erreicht.

### Halbfinale
Durch die unerwarteten Siege Englands und Frankreichs war klar, dass entgegen den Befürchtungen, keine europäische Mannschaft könne das Halbfinale erreichen, ein Team aus Europa sogar im Finale stehen würde. Nachdem Frankreich druckvoll in die Begegnung der alten Rivalen gestartet und in Führung gegangen war, war es zum wiederholten Male Jonny Wilkinson, der kurz vor Ende der Partie die Entscheidung zu Gunsten Englands herbeiführte. England siegte 14:9, stand somit im Finale und hatte die Chance, als erstes Team seinen Titel zu verteidigen.

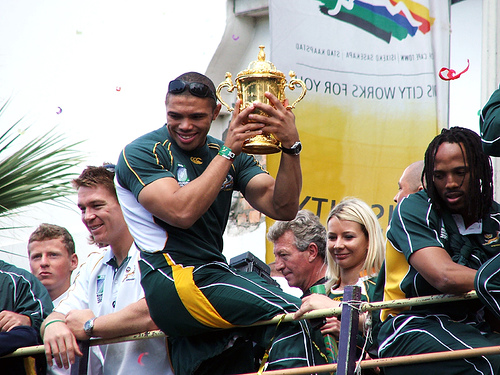
Bryan Habana mit dem Webb Ellis Cup

Im zweiten Halbfinalspiel zeigten die Argentinier das einzige Mal in der Meisterschaft eine schwächere Leistung und verloren verdient gegen die Mannschaft Südafrikas. Das 37:13 war ein deutliches Ergebnis und bedeutete für die Pumas das Ende vom Traum der ganz großen Sensation, für die Springboks das Weitergehen der Mission Weltmeistertitel.

### Finale
Im kleinen Finale um Platz drei waren es abermals die Argentinier, die Frankreich vor heimischer Kulisse besiegten. Wieder fanden Les Bleus kein Rezept gegen die Südamerikaner und kassierten berechtigt ihre dritte Turnierniederlage. In Argentinien wurde die Bronzemedaille begeistert aufgenommen, in Frankreich herrschte Katerstimmung. Nach dem Turnier wurde bekannt, dass gegen den nach der WM zum Sportminister aufgestiegenen Trainer der Franzosen Bernard Laporte wegen Steuerhinterziehung ermittelt wird.
Im Endspiel gelang den Engländern die Verteidigung ihres 2003 errungenen Titels nicht. Südafrika konnte durch Straftritte von Montgomery und Steyn insgesamt 15:6 gegen England gewinnen. Der einzige Versuch des Spiels für England wurde nach mehrminütiger Videobeweisführung durch den vierten Offiziellen nicht gegeben. Der Pokal wurde im Beisein des südafrikanischen Präsidenten Thabo Mbeki überreicht.

## Statistiken

### Mannschaften
Die Tabelle führt die 20 teilnehmenden Mannschaften nach ihrem Abschneiden bei der Rugby-Union-Weltmeisterschaft 2007 auf.
Auffallend ist, dass mit Abstand die meisten Punkte und Versuche die bereits im Viertelfinale ausgeschiedene Mannschaft Neuseelands erzielte, während der Weltmeister mit knapp fünfzig Punkten weniger erst auf Platz zwei folgt. England erreichte in sieben Spielen gerade mal durchschnittlich zwanzig Punkte, wurde mit dieser Leistung dennoch Vizeweltmeister.
Fast dreihundert Versuchen (durchschnittlich 6,17 pro Spiel) stehen gerade mal vierzehn Dropgoals (0,29 – nur sechs Mannschaften punkteten überhaupt auf diese Weise) gegenüber.
Insgesamt ist auch die große Fairness zu betonen, gab es in diesem doch sehr körperlichen Sport während des gesamten Turniers durchschnittlich weniger als zwei gelbe Karten (mit einer Zehnminutenstrafe verbunden) pro Team und im gesamten Turnierverlauf nur zwei rote Karten überhaupt.

Ergebnis der Rugby-Union-Weltmeisterschaft 2007:
Sieger
Finalist
3. Platz
4. Platz
Viertelfinalteilnahme
In der Gruppenphase ausgeschieden
Keine Teilnahme

| Mannschaft         | Spiele | Siege | Unent. | Ndlg. | Punkte | Versuche | Erhöh- ungen | Straf- tritte | Drop- goals | Gelbe Karten | Rote Karten |
| ------------------ | ------ | ----- | ------ | ----- | ------ | -------- | ------------ | ------------- | ----------- | ------------ | ----------- |
| Neuseeland         | 5      | 4     | 0      | 1     | 327    | 48       | 36           | 5             | 0           | 2            | 0           |
| Südafrika          | 7      | 7     | 0      | 0     | 278    | 33       | 25           | 21            | 0           | 3            | 0           |
| Frankreich         | 7      | 4     | 0      | 3     | 227    | 27       | 19           | 18            | 0           | 2            | 0           |
| Australien         | 5      | 4     | 0      | 1     | 225    | 31       | 20           | 8             | 2           | 2            | 0           |
| Argentinien        | 7      | 6     | 0      | 1     | 209    | 23       | 14           | 18            | 4           | 3            | 0           |
| Wales              | 4      | 2     | 0      | 2     | 168    | 23       | 16           | 7             | 0           | 0            | 0           |
| England            | 7      | 5     | 0      | 2     | 140    | 12       | 7            | 17            | 5           | 1            | 0           |
| Fidschi            | 5      | 3     | 0      | 2     | 134    | 16       | 12           | 10            | 0           | 2            | 0           |
| Schottland         | 5      | 3     | 0      | 2     | 129    | 15       | 15           | 8             | 0           | 1            | 0           |
| Tonga              | 4      | 2     | 0      | 2     | 89     | 9        | 7            | 10            | 0           | 3            | 1           |
| Italien            | 4      | 2     | 0      | 2     | 85     | 8        | 6            | 11            | 0           | 3            | 0           |
| Samoa              | 4      | 1     | 0      | 3     | 69     | 5        | 4            | 12            | 0           | 1            | 0           |
| Irland             | 4      | 2     | 0      | 2     | 64     | 9        | 5            | 2             | 1           | 2            | 0           |
| Japan              | 4      | 0     | 1      | 3     | 64     | 7        | 4            | 7             | 0           | 0            | 0           |
| Vereinigte Staaten | 4      | 0     | 0      | 4     | 61     | 7        | 4            | 6             | 0           | 4            | 0           |
| Kanada             | 4      | 0     | 1      | 3     | 51     | 6        | 3            | 5             | 0           | 1            | 0           |
| Georgien           | 4      | 1     | 0      | 3     | 50     | 5        | 5            | 5             | 0           | 2            | 0           |
| Rumänien           | 4      | 1     | 0      | 3     | 40     | 5        | 3            | 3             | 0           | 1            | 0           |
| Portugal           | 4      | 0     | 0      | 4     | 38     | 4        | 3            | 3             | 1           | 1            | 0           |
| Namibia            | 4      | 0     | 0      | 4     | 30     | 3        | 3            | 2             | 1           | 0            | 1           |
| Gesamt             | 48     |       |        |       | 2498   | 296      | 211          | 178           | 14          | 34           | 2           |

### Meiste erzielte Punkte
Erfolgreichster Punktelieferant der Weltmeisterschaften war der südafrikanische Schlussspieler Percy Montgomery, der es in sieben Spielen auf insgesamt 105 Punkte brachte. Zudem erzielte der englische Verbinder Jonny Wilkinson mit 249 Punkten einen neuen Rekord für die insgesamt bei Weltmeisterschaften erzielten Punkte und übertraf die bisherige Bestmarke des Schotten Gavin Hastings um 22 Punkte.
| Rang | Spieler                 | Mannschaft  | Position         | Spiele | Versuche | Erhöh- ungen | Straf- tritte | Drop- goals | Total |
| ---- | ----------------------- | ----------- | ---------------- | ------ | -------- | ------------ | ------------- | ----------- | ----- |
| 01.  | Percy Montgomery        | Südafrika   | Schlussmann      | 7      | 2        | 22           | 17            | 0           | 105   |
| 02.  | Felipe Contepomi        | Argentinien | Innendreiviertel | 7      | 3        | 11           | 18            | 0           | 91    |
| 03.  | Jonny Wilkinson         | England     | Verbindungshalb  | 5      | 0        | 5            | 14            | 5           | 67    |
| 04.  | Nick Evans              | Neuseeland  | Verbindungshalb  | 4      | 2        | 20           | 0             | 0           | 50    |
| 05.  | Jean-Baptiste Élissalde | Frankreich  | Gedrängehalb     | 7      | 1        | 12           | 6             | 0           | 47    |
| 06.  | Chris Paterson          | Schottland  | Außendreiviertel | 5      | 1        | 10           | 7             | 0           | 46    |
| 07.  | Pierre Hola             | Tonga       | Verbindungshalb  | 4      | 0        | 7            | 10            | 0           | 44    |
| 08.  | Lionel Beauxis          | Frankreich  | Verbindungshalb  | 6      | 1        | 7            | 8             | 0           | 43    |
| 09.  | Nicky Little            | Fidschi     | Verbindungshalb  | 3      | 0        | 9            | 8             | 0           | 42    |
| 10.  | Matt Giteau             | Australien  | Verbindungshalb  | 4      | 3        | 8            | 3             | 0           | 40    |
| 10.  | Bryan Habana            | Südafrika   | Außendreiviertel | 7      | 8        | 0            | 0             | 0           | 40    |
| 10.  | Daniel Carter           | Neuseeland  | Verbindungshalb  | 3      | 1        | 10           | 5             | 0           | 40    |

Quelle:

### Meiste erzielte Versuche
Mit insgesamt acht Versuchen stellte der südafrikanische Außendreiviertel Bryan Habana den bis dahin alleinigen Rekord für die meisten bei einer Weltmeisterschaft erzielten Versuche von Jonah Lomu aus dem Jahr 1999 ein.
| Rang | Spieler           | Mannschaft | Position             | Spiele | Versuche |
| ---- | ----------------- | ---------- | -------------------- | ------ | -------- |
| 1.   | Bryan Habana      | Südafrika  | Außendreiviertel     | 7      | 8        |
| 2.   | Drew Mitchell     | Australien | Außendreiviertel     | 5      | 7        |
| 3.   | Doug Howlett      | Neuseeland | Außendreiviertel     | 3      | 6        |
| 3.   | Shane Williams    | Wales      | Außendreiviertel     | 4      | 6        |
| 5.   | Joe Rokocoko      | Neuseeland | Außendreiviertel     | 3      | 5        |
| 5.   | Chris Latham      | Australien | Schlussmann          | 5      | 5        |
| 5.   | Vincent Clerc     | Frankreich | Außendreiviertel     | 6      | 5        |
| 8.   | Rory Lamont       | Schottland | Schlussmann          | 4      | 4        |
| 8.   | Sitiveni Sivivatu | Neuseeland | Außendreiviertel     | 4      | 4        |
| 8.   | Jaque Fourie      | Südafrika  | Innendreiviertel     | 4      | 4        |
| 8.   | JP Pietersen      | Südafrika  | Außendreiviertel     | 5      | 4        |
| 8.   | Juan Smith        | Südafrika  | Dritte-Reihe-Stürmer | 5      | 4        |
| 8.   | Paul Sackey       | England    | Außendreiviertel     | 5      | 4        |

Quelle: